# Schamanismus

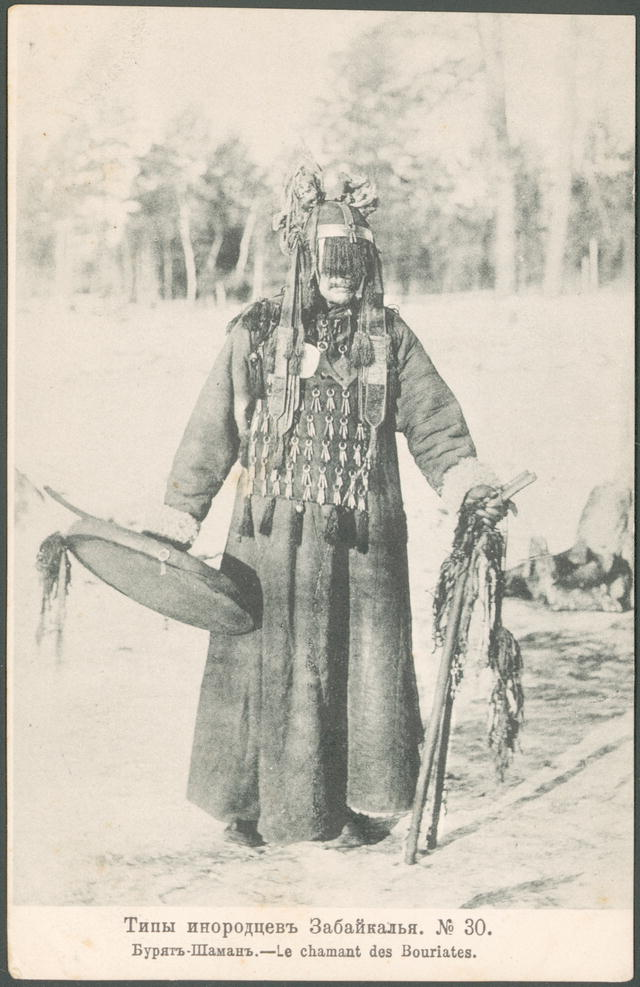
Burjaten-Schamane mit Trommel im Zeremonialgewand (1904) – das klassische sibirische Schamanentum dient häufig als Paradigma für die verschiedensten Schamanismus-Konzepte.

„Schamane“ aus Amazonien (2006) – das Vorkommen des Schamanismus über Eurasien hinaus ist aus wissenschaftlicher Sicht jedoch umstritten.

Schamanismus bezeichnet im engeren Sinne die traditionellen ethnischen Religionen des Kulturareales Sibirien (Nenzen, Jakuten, Altaier, Burjaten, Ewenken, auch europäische Samen und andere), bei denen das Vorhandensein von Schamanen von europäischen Forschern der Expansionszeit als wesentliches gemeinsames Kennzeichen erachtet wurde. Zur besseren Abgrenzung werden diese Religionen häufig „klassischer Schamanismus“ oder auch „sibirischer Animismus“ genannt.
In diesem Zusammenhang handelt es sich bei den Šamán um spirituelle Spezialisten, um Männer wie Frauen, die bei den ostsibirischen Ethnien der Tungusen wirken, wohingegen die meisten Turkvölker den Schamanen „qam“, „kam“ oder „xam“ nennen.
Im weiteren Sinne steht Schamanismus für alle wissenschaftlichen Konzepte, die aufgrund von ähnlichen Praktiken spiritueller Spezialisten in verschiedenen traditionellen Gesellschaften die kulturübergreifende Existenz des Schamanismus postulieren. Nach László Vajda und Jane Monnig Atkinson sollte aufgrund der Vielzahl unterschiedlicher Konzepte treffender von Schamanismen im Plural gesprochen werden.
Sibirische Schamanen und verschiedene Geisterbeschwörer anderer Ethnien – die ebenfalls häufig verallgemeinernd als Schamanen bezeichnet werden – hatten oder haben in vielen traditionellen Weltanschauungen angeblich Einfluss auf die Mächte des Jenseits. Sie setzten ihre Fähigkeiten vorwiegend zum Wohle der Gemeinschaft ein, um in unlösbar erscheinenden Krisensituationen die „kosmische Harmonie“ zwischen Diesseits und Jenseits wiederherzustellen. In diesem weiten Sinne bezeichnet Schamanismus eine Reihe unscharf bestimmter Phänomene „zwischen Religion und Heilritual“.
Eine nähere allgemeingültige Bestimmung ist nicht möglich, da die Definition verschiedene Betrachtungsweisen aus Sicht der Ethnologie, Kulturanthropologie, Religionswissenschaften, Archäologie, Soziologie und Psychologie enthält. Dies hat unter anderem zur Folge, dass Angaben zur räumlichen und zeitlichen Verbreitung der „Schamanismen“ erheblich voneinander abweichen und in vielen Fällen umstritten sind. Der US-amerikanische Ethnologe Clifford Geertz sprach daher bereits in den 1960er Jahren dem „westlich idealistischen Konstrukt Schamanismus“ jeglichen Erklärungswert ab.
Einig ist man sich lediglich bei der „engen Definition“ des klassisch sibirischen Schamanismus – dem Ausgangspunkt der ersten „Schamanismen“. Dazu gehört vor allem die genaue Beschreibung der dort praktizierten rituellen Ekstase, eine weitgehend übereinstimmende ethnische Religion sowie eine ähnliche Kosmologie und Lebensweise.
Nach weiter gefassten Definitionen wird Schamanismus bis in die 1980er Jahre als frühe, kulturübergreifende Entwicklungsstufe jeglicher Religion betrachtet. Vor allem das Konzept des Core-Schamanismus von Michael Harner ist hier zu nennen. Diese Auslegung gilt jedoch mittlerweile als nicht konsensfähig. Seit den 1990er Jahren steht häufig der Aspekt des „Heilens“ im Mittelpunkt des Interesses (und der jeweiligen Definition).
Demgegenüber geht der Indologe Michael Witzel davon aus, dass es angesichts der Ähnlichkeit australischer, andamanischer, indischer und afrikanischer Initiationsrituale mit den entsprechenden sibirischen Ritualen, die die Phänomene der aufsteigenden Hitze, Trancen (Dreamers), Ekstase und Kollaps, symbolischen Tod und Wiedergeburt, Verwendung psychoaktiver Drogen, Tabubewahrung, Zauberei und Heilung umfassen, einen älteren Prototyp des Schamanismus gegeben habe. Dieser habe sich mit der Out-of-Africa-Wanderung des modernen Menschen entlang der Küsten des Indischen Ozeans und früh auch nach Eurasien und Nordamerika verbreitet. Dafür sprächen spätpaläolithische Bärenkulte und Felszeichnungen wie in Les trois frères (Abb. siehe unten). Der sibirische Schamanismus stelle eine jüngere Evolutionsstufe dieses Prototyps dar (mit Fellkleidung, Trommel usw.); er habe über weitere Wanderungswellen die nordamerikanischen Jägerkulturen sekundär beeinflusst. An die Stelle des Opfers wilder Tiere, die der Schamane vorher um Erlaubnis für die Tötung fragt oder bei denen er sich für die Tat entschuldigt (so bei den Bärenkulten der Schamanen der Ainu, Aleuten und der transbaikalischen Völker), seien später domestizierte Tiere wie das Rentier (in Sibirien) oder Hunde (wie in Russland oder Indien) getreten. Insofern folgt Witzel der weiten phänomenologischen Schamanismus-Definition von Walter und Fridman.
Da bereits der klassische Schamanismus Sibiriens etliche Varianten aufweist, werden weiter reichende geographische oder historische Auslegungen, die solche Phänomene aus ihrem kulturellen Kontext gelöst betrachten und verallgemeinern, von vielen Autoren als spekulativ kritisiert. In der zeitgenössischen Literatur – populärwissenschaftlichen (insbesondere esoterischen) Büchern, aber auch wissenschaftlichen Schriften – wird in diesem Zusammenhang oftmals nicht deutlich gemacht, auf welche Ethnien sich Darstellungen zu bestimmten schamanischen Praktiken konkret beziehen, so dass regionale (oft sibirische) Phänomene auch in anderen Kulturen verortet werden, in deren Traditionen sie tatsächlich jedoch fremd sind. Beispiele dafür sind der Weltenbaum und die gesamte schamanische Kosmologie: in Eurasien verankerte mythologische Konzepte, die hier mit ähnlichen Archetypen anderer Weltgegenden gleichgesetzt werden und so das irreführende Bild eines einheitlichen Schamanismus erzeugen. Witzel sieht jedoch in der eurasischen (germanischen, indischen, japanischen usw.) Vorstellung vom Baum des Lebens, der erstiegen werden muss, beziehungsweise im Weltenbaum nur eine Analogie zur älteren Vorstellung des Schamanenflugs, die nichts mit anderen Baummythen zu tun habe.
Insbesondere die äußerst erfolgreichen Bücher von Mircea Eliade, Carlos Castaneda und Harner haben den „modernen Mythos Schamanismus“ erzeugt, der suggeriert, dass es sich dabei um ein universelles und homolog entstandenes religiös-spirituelles Phänomen handeln würde. Im Hinblick auf das große Interesse in der Bevölkerung weisen einige Autoren darauf hin, dass Schamanismus keine einheitliche Ideologie oder Religion bestimmter Kulturen ist. Es handle sich vielmehr um ein wissenschaftliches Konstrukt aus eurozentrischer Perspektive, um ähnliche Phänomene rund um die Geisterbeschwörer unterschiedlichster Herkunft zu vergleichen und zu klassifizieren.

## Begriffsgeschichte und Etymologie
Wilhelm von Rubruk prägte im 13. Jahrhundert das Wort „kam“, auch „qam“, „xam“ für mongolische Schamanen und Hellseher. Das in anderen altaischen Sprachen gebräuchliche „qam“ der südwestsibirischen Turkvölker weist hinsichtlich seiner Sprachbedeutung Ähnlichkeiten zu dem Begriff „šamán“ auf.
Awwakum Petrow, ein wichtiger Vertreter der Bewegung der russischen Altgläubigen und der altrussischen Literatur, wurde mehrfach verbannt, bevor er auf dem Scheiterhaufen verbrannt wurde. Mit seiner Frau und Kindern musste er, 1653 bis 1664, nach Sibirien ziehen. Sie kehrten 1664 nach Moskau zurück. Dann folgte eine erneute Verbannung Awwakums und ein Kirchenbann, in der Zeit zwischen 1666/67, über ihn und seine Anhänger. Letztlich kam es zur Verbannung in den äußersten Nordosten Russlands, nach Pustosersk an der Eismeerküste jenseits des Polarkreises. Hier verfasste Awwakum 1672/73 seine Lebensbeschreibung. Dort trat er in Kontakt mit einer tungusisch sprechenden und nomadisch lebenden Ethnie, den Ewenken. Aus diesen Kontakten übernahm Awwakum Petrow erstmalig die tungusische Verbform šamán in seinen Aufzeichnungen über einen „Hexer“ der vor Ort wirkte.
Später publizierte Nicolaas Witsen den Begriff „šaman“, den ihn die beiden Sibirien Reisenden Adam Brand und Eberhard Isbrand Ides weitergaben, in seiner revidierten, zweiten Auflage Noord en oost Tartarije in Amsterdam 1705. Witsen sorgte so zur Verbreitung des Begriffs und prägte aber auch die Vorstellung über das Bild eines „Schamanen“.
Die Bezeichnung Schamanismus leitet sich den meisten Autoren zufolge von dem aus Sibirien entlehnten Wort Schamane ab, mit dem die tungusischen Völker ihre Geisterbeschwörer bezeichnen. Das Wort „Schamane“ leitet sich von „šamán“ ab, das im 17. Jahrhundert von Reisenden, die bei den Tungusen in Sibirien aufgenommen wurden, adaptiert und weitergegeben wurde.
Ursprünglich entstammte das Wort vermutlich dem evenkischen (d. h. tungusischen) šamán, dessen weitere Etymologie umstritten ist. Es wird ein Zusammenhang zu dem „scha“ „denken“, „wissen“, „begreifen“ hergestellt. Aber auch zu dem tungusischen Verb „haman“ für „rasen“, „exaltiert“ wird eine inhaltliche Nähe gedacht.
Möglicherweise liegt das mandschurische Verb sambi, „wissen, kennen, durchschauen“, zugrunde. Die ältere Bezeichnung Schamanentum bezieht sich nicht auf die wissenschaftlichen Konzepte, sondern nur auf die Existenz von Geisterbeschwörern in verschiedenen Kulturen, ohne dabei bestimmte Zusammenhänge herzustellen.
(Weitere Informationen siehe: Etymologie im Artikel „Schamane“)

## Definitionen

### Eine Definition des Schamanismus: nach Mircea Eliade
„Schamanismus = Technik der Ekstase [, bei der die] Seele den Körper [des Schamanen] zu Himmels- und Unterweltfahrten verlässt.“

### Eine Definition des Schamanismus: nach Anna-Leena Siikala
„(…) Shamanism is founded on a special technique for achieving ecstasy by means of which the shaman enters an altered state of consciousness, and on the idea that the shaman is accompanied by helping spirits who assist him in this state. While in a state of trance, the shaman is regarded as capable of dircect communication with representatives of the other world, either by journeying to the suprannatural world or by calling the spirits to the séance. He is thus able to help his fellow men in crises believed to be caused by the spirits and to act as a concrete mediator between this world and the otherworld in accompanying a soul to the otherworld, or fetching it from the domain of the spirits. The shaman acts as a healer and as a patron of hunting and fertility, but also as a diviner, the guardian of livelihoods, and so on.(…)“

[Übersetzung:(…) „Der Schamanismus basiert auf einer speziellen Technik zur Erlangung der Ekstase, durch die der Schamane in einen veränderten Bewusstseinszustand eintritt, und auf der Idee, dass der Schamane von helfenden Geistern begleitet wird, die ihn in diesem Zustand unterstützen, während er sich im Trancezustand befindet, Man geht davon aus, dass der Schamane in der Lage ist, direkt mit Vertretern der anderen Welt zu kommunizieren, sei es durch Reisen in die übernatürliche Welt oder indem er die Geister zur Séance ruft, und so seinen Mitmenschen in Krisen helfen kann, von denen angenommen wird, dass sie von den Geistern verursacht werden und als konkreter Vermittler zwischen dieser Welt und der anderen Welt zu fungieren, indem er eine Seele in die andere Welt begleitet oder sie aus dem Reich der Geister holt. Der Schamane fungiert als Heiler und als Schutzpatron der Jagd und Fruchtbarkeit, aber auch als Wahrsager, Hüter des Lebensunterhalts und so weiter.“ (…)]

### Eine Definition des Schamanismus: nach Åke Hultkrantz
„(…) The central idea of shamanism is to establish means of contact with the supernatural world by the ecstatic experience of the professional and inspired intermediary, the shaman. There are thus four importent constituents of shamanism: the ideological premise, or the supernatural world and the contacts with it; the shaman as the actor on behalf of a human group; the inspiration granted him by his helping spirits; and the extraordinary, ecstatic experience of the shaman.“

[Übersetzung: (…) „Die zentrale Idee des Schamanismus besteht darin, durch die ekstatische Erfahrung des professionellen und inspirierten Vermittlers, des Schamanen, Kontakt mit der übernatürlichen Welt herzustellen. Es gibt also vier wichtige Bestandteile des Schamanismus: die ideologische Prämisse oder die übernatürliche Welt und die Kontakte mit ihr; der Schamane als Akteur einer menschlichen Gruppe; die Inspiration, die ihm seine helfenden Geister gewährten; und die außergewöhnliche, ekstatische Erfahrung des Schamanen.“ (…)]

### Eine Definition des Schamanismus: nach Roger. N. Walsh
„(…) Schamanismus läßt sich definieren als Familie von Traditionen, deren Ausübende sich darauf konzentrieren, willentlich in veränderte Bewusstseinszustände einzutreten; in diesen Bewusstseinszuständen haben sie das Empfinden, daß sie selbst oder ihr Geist (oder ihre Geister) nach Belieben in fremde Reiche reisen und mit anderen Wesenheiten interagieren,  um ihrer Gemeinschaft zu dienen. (…)“

## Schamanen und Schamanismus

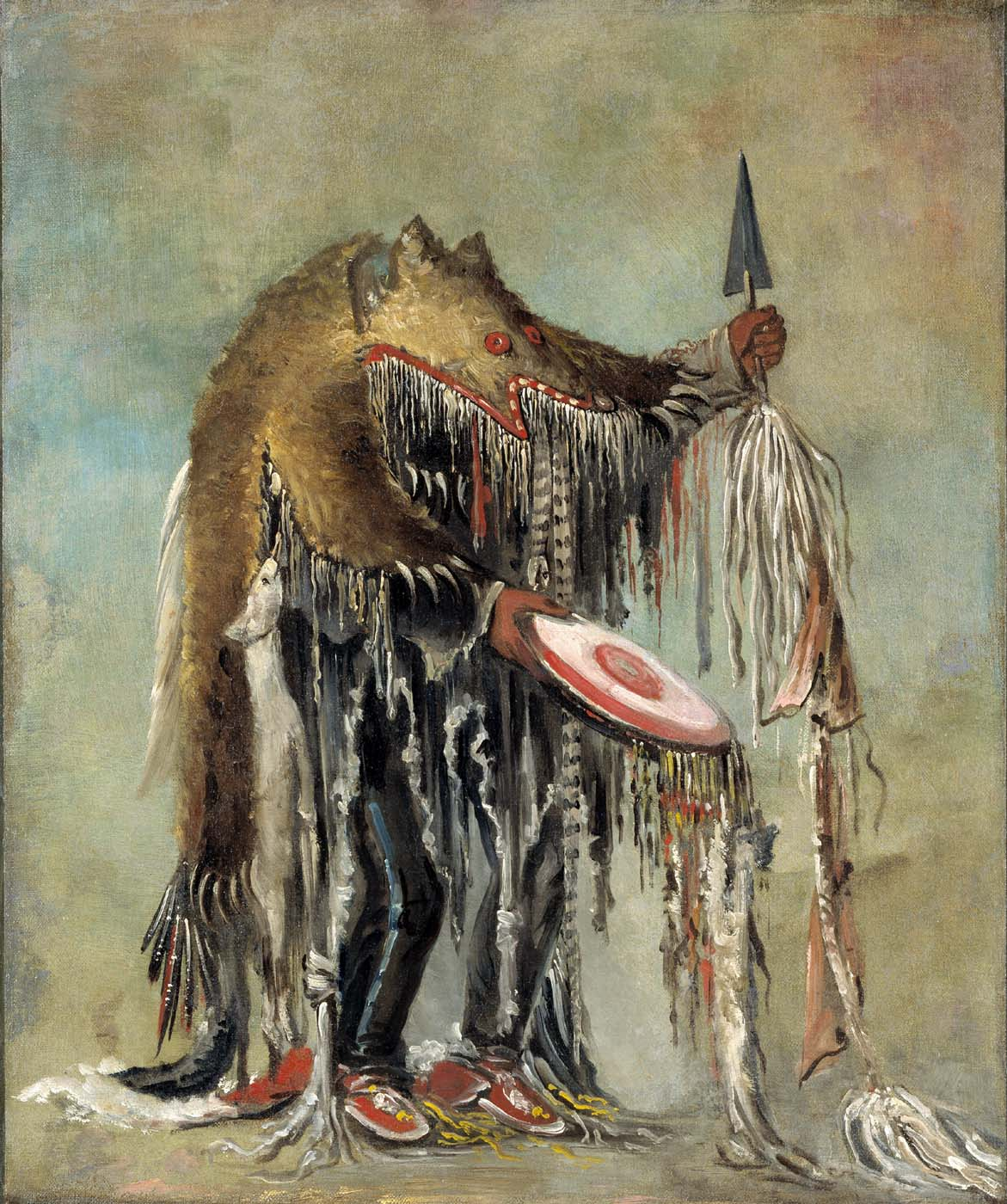
George Catlins Darstellung eines Schamanen der Schwarzfuß-Indianer, der Riten über einem sterbenden Häuptling vollführt.

Im Allgemeinen wird die aus Sibirien entlehnte Bezeichnung Schamane verwendet, um spirituelle Spezialisten zu bezeichnen, die über (angeblich) „magische“ Fähigkeiten als Vermittler zur Geisterwelt verfügen. Solche Geisterbeschwörer sind Teil vieler ethnischer Religionen, aber auch mancher volksreligiöser Ausprägungen der Weltreligionen. Vornehmlich bei einigen indigenen oder traditionellen lokalen Gemeinschaften spielen Schamanen heute noch eine wichtige Rolle (→ „Traditionelle Geisterbeschwörer im Wandel der Zeit“ im Artikel Schamane).
Seit den ersten Beschreibungen solcher spirituellen Experten in verschiedenen Gesellschaften haben europäische Völkerkundler versucht, Ähnlichkeiten und eventuelle Muster zu erkennen und Zusammenhänge abzuleiten.
Die Existenz eines Schamanen ist zweifellos eine Voraussetzung für jegliche Schamanismus-These, jedoch nicht unbedingt der zentrale Gedanke. Es geht häufig eher um religiöse Überzeugungen, Riten und Traditionen, statt um die herausgehobene Rolle des Schamanen. Insofern entstanden die verschiedenen, konzeptuell abweichenden Definitionen.
Die Schamanen sind eingebunden in die Lebenswelt und naturräumliche Umwelt ihrer jeweiligen Kulturen und können nicht als Verkörperung einer bestimmten schamanistischen Religion oder Kosmologie betrachtet werden. So hängt der Schamanismus eng mit der Heilung von Kranken, mit Bestattungsriten und mit Jagdzauber zusammen. Michael Lütge vergleicht seine Rolle mit der „Anamnese des Gemeindepfarrers beim Kondolenzbesuch“, der biographische Bruchstücke des Toten aufspürt, die ihn vom engeren Kreis der Angehörigen her „anwehen“. In anderen Situationen praktiziert er „antizipative[...] Jagdpropädeutik ähnlich der schulischen Brandschutzübung“.

## Wissenschaftsgeschichte

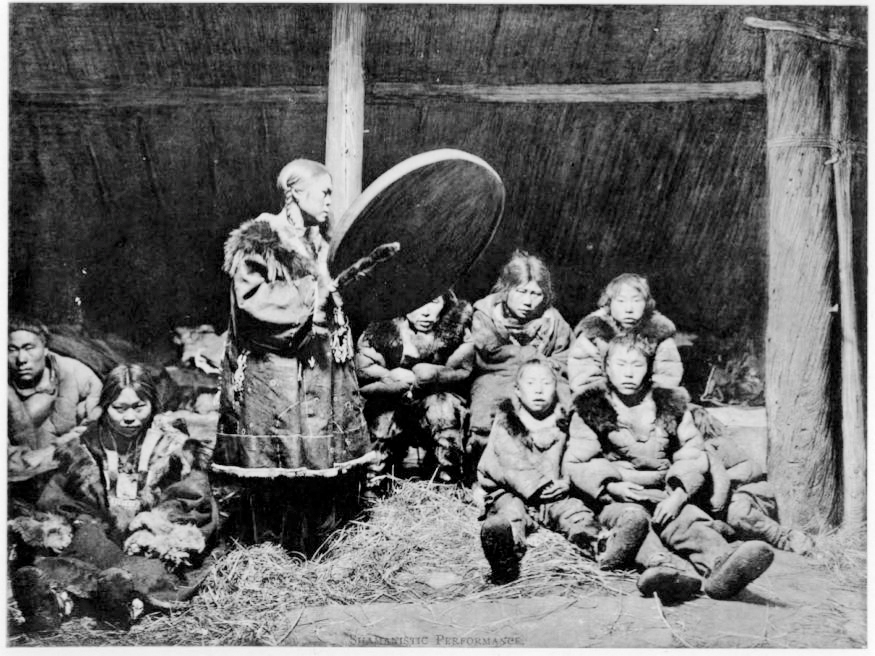
Sowjetische Ethnologen sahen in den Schamanen Männer, die mit Hilfe religiöser Rituale politische Macht gewinnen wollten. Tatsächlich gab es ebenso weibliche Schamanen und soziopolitisch standen Geisterbeschwörer eher außerhalb der Gesellschaft

Mircea Eliade gilt als Begründer der „Schamanismus-These“, auf die sich heute insbesondere der esoterische Neoschamanismus beruft. Die Gültigkeit seiner Theorie und die Seriosität seiner Arbeit ist in Teilen der Kulturwissenschaften umstritten.

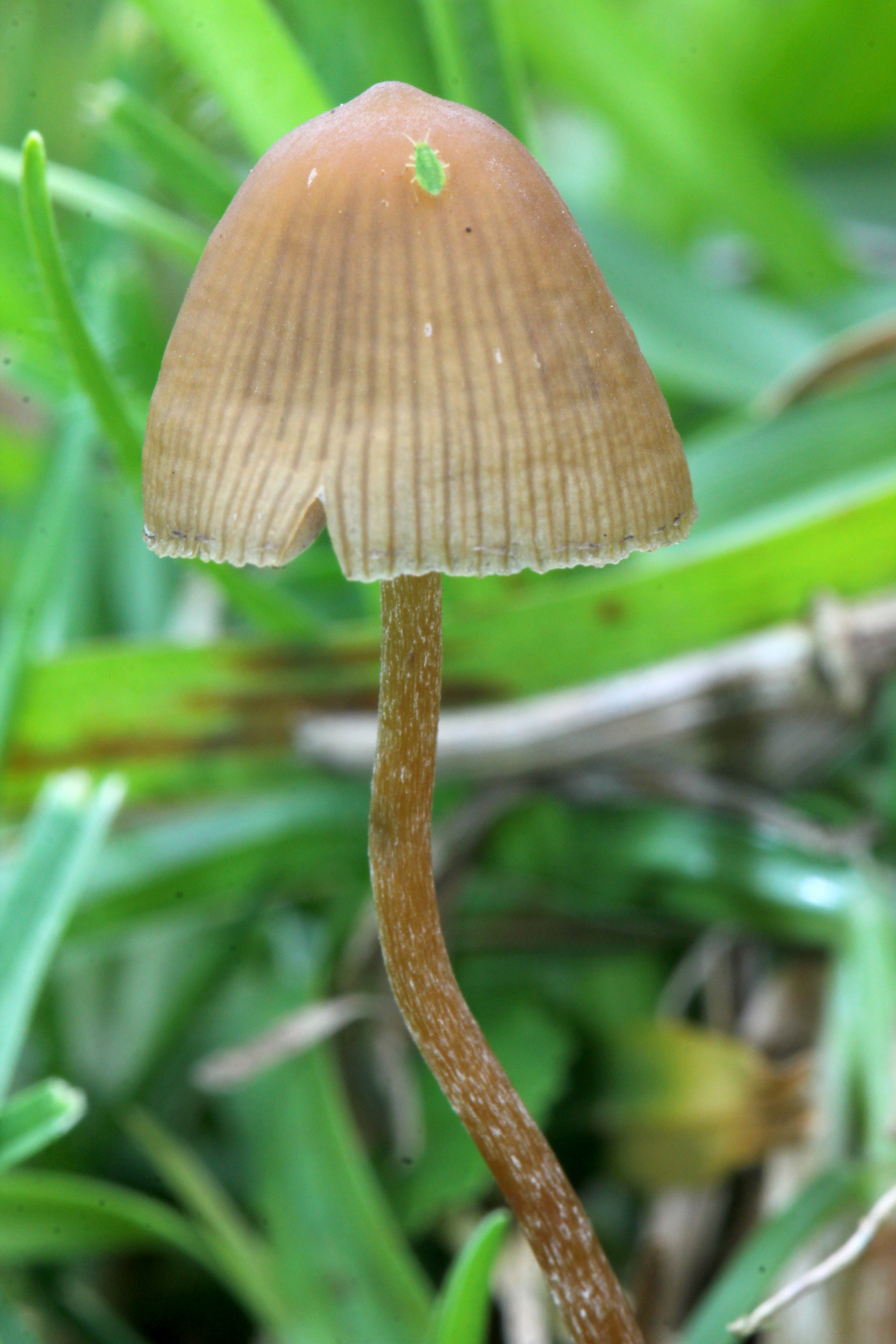
Mexikanischer Kahlkopf, der erste populäre „Rauschpilz“

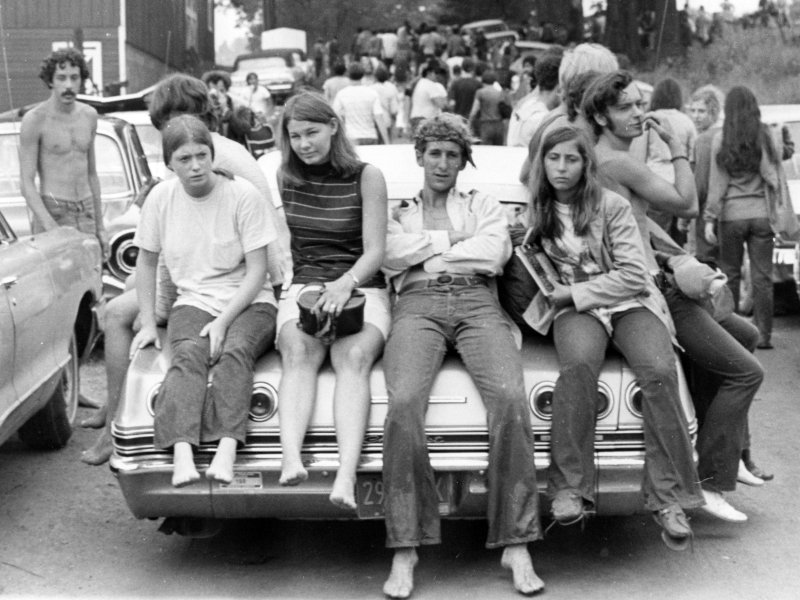
Die Hippiebewegung ebnete den Weg für eine neue Spiritualität im Westen

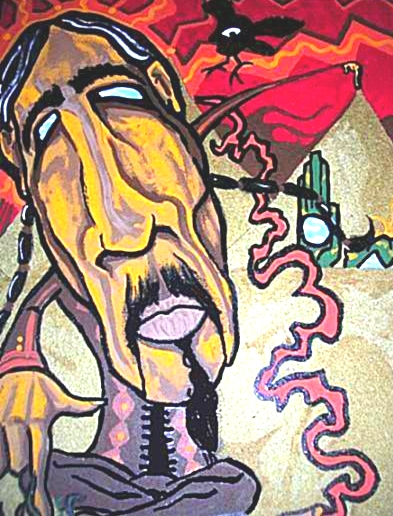
Phantasie-Bildnis der literarischen Schamanengestalt Don Juan Matus (Jacob Wayne Bryner), die den Schriftsteller Castañeda weltberühmt machte

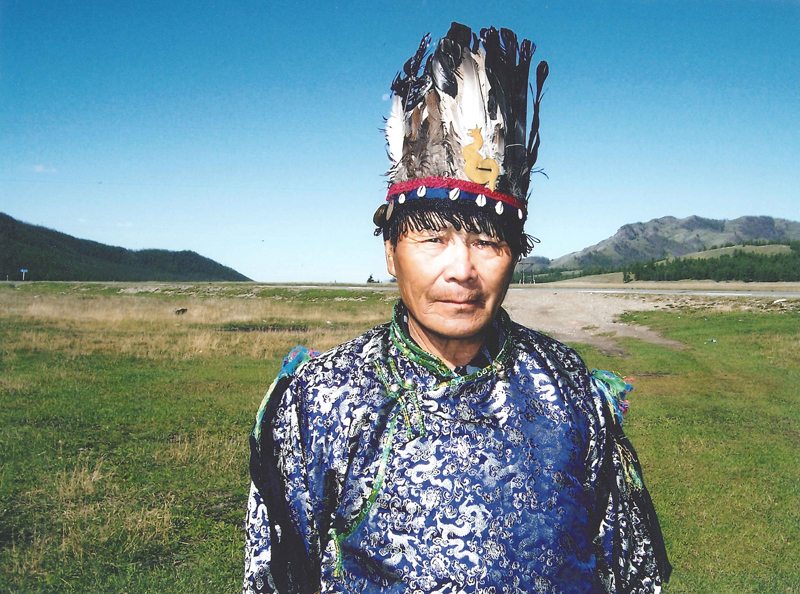
Tuwinischer Schamane: Traditionelles Wissen wird durch neoschamanistische Einflüsse verfälscht

„Schamanismus ist keine einheitliche Religion, sondern eine kulturübergreifende Form religiöser Wahrnehmung und Praxis.“

Seit Ende des 17. Jahrhunderts gibt es detaillierte Berichte über die Schamanen Sibiriens und ihre Praktiken. Die Einstellung der Europäer dazu pendelte mehrmals zwischen Hochachtung und Verachtung hin und her. Anfangs riefen diese Berichte nur Abneigung und Unverständnis hervor. Im Verlauf der deutschen Romantik schlug das Pendel in die entgegengesetzte Richtung und Schamanen wurden als „charismatische Genies“ verklärt.
Auch die wissenschaftliche Forschung im Rahmen der Völkerkunde ist von dieser großen Diskrepanz gekennzeichnet: Zunächst wurden Schamanen als krankhaft psychotisch angesehen und ihre Ausdrucksformen als „arktische Hysterie“ bezeichnet. Später wurden Epilepsie oder Schizophrenie in Beziehung zum Schamanentum gesetzt.
Doch bereits Anfang des 20. Jahrhunderts wurden die besondere gesellschaftliche Stellung des sibirischen „Master of Spirits“ und die Legitimation seines Handelns im jeweiligen kulturellen und historischen Kontext aus soziologischer und psychologischer Sicht detailliert untersucht: Er sei legitimiert, Techniken auszuführen, die auch andere Gesellschaftsmitglieder im Alltag beherrschten. Shirokogoroff fand bei seinen Feldforschungen unter Ewenken und Mandschu, dass es sich bei den Schamanen zwar häufig um neurotische Personen handle; er grenzte sich aber von dem damaligen verbreiteten Erklärungsmodell für das Handeln der Schamanen ab: Die Trancen, rituelle Ekstasen oder „Anfälle“ der Schamanen seien nicht Ausdruck von Hysterie oder Besessenheit, sondern wohlinszenierte, kulturell codierte performative Konfliktlösungen, die z. B. gegen die russische Fremdherrschaft eingesetzt wurden – also historisch spezifisch ausgeprägte Phänomene. So wurden in der Sowjetunion Schamanen als Scharlatane verunglimpft, die sich angeblich mit Hilfe religiöser Rituale Macht verschaffen wollten.
Auch die „Geistermänner“ oder „Zaubermänner“ Nordamerikas übernahmen im Verlauf der Westwanderung des weißen Kolonisten immer wieder die Rolle politischer Führer und setzten sich an die Spitze nativistischer Bewegungen. So wurde schon 1680 ein zeitweise erfolgreicher Aufstand des Tewa in New Mexico gegen die spanischen Kolonisten vom Medizinmann El Popé organisiert. In afrikanischen Revolten gegen die Kolonialherren spielten spirituelle Vermittler häufig eine Rolle als Anführer, so der angeblich vom Geist Hongo des Schlangengotts besessene Heiler Kinjikitile Ngwale im Maji-Maji-Aufstand 1905–1907. Wer zeigte, dass er von einem Hongo besessen war, konnte die Religion und Politik seiner Ethnie in hohem Maße beeinflussen. Auch Lévi-Strauss berichtet von Schamanen, die in Konkurrenz zu Stammesführern traten.
Mit der Aufgabe der als rassistisch verpönten deutschen Kulturkreislehre und der evolutionistischen „Stufen-Ideologie“ in den marxistisch beeinflussten Staaten setzte sich in der Ethnologie eine respektvollere Haltung zu den Kulturen der sogenannten Naturvölker durch.
In Nordamerika kam es bereits um die Wende zum 20. Jahrhundert zu einer gewissen Romantisierung und Idealisierung der indianischen Kulturen Nordamerikas und mit ihnen der spirituell-religiösen Vorstellungen, die bald mit dem Ekstase-Schamanismus Sibiriens und später auch mit den okkulten Praktiken Südamerikas bis hin zu denen der Selk’nam auf Feuerland als shamanistic complex zusammengefasst wurden.
Der rumänische Religionswissenschaftler und Roman-Autor Mircea Eliade war es schließlich, der 1951 den Begriff „Schamanismus“ entscheidend prägte und in akademischen und intellektuellen Kreisen weltweit populär machte. Eliade sah darin die älteste Form des Heiligen, ja die kulturübergreifende Urform jeder okkulten Tradition überhaupt. Sein kulturphilosophischer Ansatz wird heute als sehr spekulativ und romantisierend erachtet.
In den späten 1960er Jahren entfachten die romanhaft verfassten und vorgeblichen Selbsterfahrungsberichte des amerikanischen Schriftstellers Carlos Castaneda bei einem Massenpublikum nahezu weltweit ein enorm großes Interesse. Der Schwerpunkt seiner Arbeit lag auf der von Eliade vorformulierten archaischen Ekstasetechnik, die er als entscheidendes Merkmal schamanischer Praktiken hochstilisierte.
Um 1970 wurden tranceinduzierte spirituelle Praktiken erstmals Gegenstand der Neurologie, die sich näher mit den veränderten Bewusstseinszuständen der Schamanen und/oder ihren Heilungserfolgen befasste. Endorphine („Glückshormone“), Hypnose- oder Placeboeffekte durch Trommel- und Tanzrituale wurden dabei etwa als Erklärungsversuche herangezogen. Als Trancetechniken kommen u. a. infrage: „monastische Abgeschiedenheit mit sensorischer Deprivation“, Fasten, Schlafentzug, Litaneien oder repetitive Verbalsuggestionen, Tanz mit dem Nebeneffekt der Hyperventilation, Drogen wie indisches Soma, iranisches Haoma, mongolisches Harmin, afrikanisches Iboga, mexikanisches Mescalin und Psilocybin im mexikanischen Peyotekaktus (siehe Peyotekaktuskult), europäisches Bilsenkraut, Fliegenpilz, Haschisch, Alkohol und ostasiatische Opiate.
1980 erschien Michael Harners Konzept des Core Schamanismus als weltweit universeller Urreligion. Viele Autoren kritisierten solche weitreichenden Verallgemeinerungen und bezogen ihre Konzepte wieder nur auf die klassisch sibirischen Schamanen; oder sie distanzierten sich deutlich vom Übergewicht der spirituellen Aspekte und untersuchten etwa kulturelle Eigenarten, soziale Funktionen oder die heilerische Bedeutung der Geisterbeschwörer in den verschiedenen Kulturen.

## Spirituelle Schamanismus-Konzepte: Entstehung, Popularität und Kritik
Eliades umfangreiche Arbeit war es, die den Grundstein für alle späteren Schamanismus-Theorien legte, bei denen die vielfältigen Formen der Geisterbeschwörung verschiedener Kulturen auf den religiös-spirituellen Aspekt und die Techniken der Ekstase reduziert wurden.
Die gesellschaftskritische Literaturströmung Beat Generation öffnete in den 1950er Jahren den Weg für die Beschäftigung mit Spiritualität sowie für die Verwendung halluzinogener Drogen in der westlichen Welt. In diesem Kontext stehen die autobiographischen Veröffentlichungen des New Yorker Bankiers und Privatgelehrten R. Gordon Wasson im Life-Magazin über den Gebrauch und die Wirkung des psychotropen Pilzes Mexikanischer Kahlkopf, den ihm die mazatekische Schamanin María Sabina gelehrt hatte. Wasson versuchte die weltweite traditionelle Verwendung von Pilzdrogen zu belegen und bezeichnete dieses Phänomen als „religionsstiftendes Moment“. Daraufhin entstand ein regelrechter „Pilz-Pilgertourismus“ nach Mexiko; darunter fanden sich bekannte Musiker wie Mick Jagger, John Lennon und Bob Dylan.
In den 1960er Jahren übte die junge, gebildete Nachkriegsgeneration massive Kritik an der zunehmenden Technokratisierung, Kommerzialisierung, Anonymisierung und Rationalisierung der Gesellschaft, die mit einer Entmystifizierung der Welt einhergeht. Vor diesem Hintergrund entstanden die sogenannten Gegenkulturen, die vor allem in der Hippiebewegung als „psychedelische Revolution“ mit dem Interesse an fernöstlichen und indianischen Religionen oder schamanischen Seelenreisen sowie dem Konsum bewusstseinserweiternder Drogen (von Pilzen über Marihuana bis Mescalin und LSD) ein wichtiger Teil des neuen Strebens nach einer Transzendierung des Lebens wurde. Auch in der Wissenschaft erwachte ein zunehmendes Interesse an spirituellen Praktiken: Der Psychologe Abraham Maslow formulierte als Begründer der humanistischen Psychologie die „Theorie der Selbstverwirklichung“, bei der das spirituelle Streben an der Spitze menschlicher Bedürfnisse steht. Auf dieser Grundlage entstand als Subdisziplin die Transpersonal Psychology, die einen großen therapeutischen Nutzen dieses Strebens postulierte.
Großen Einfluss auf die Schamanismus-Konzeption hatte das Buch Altered States of Consciousness (kurz ASC) des Psychologen Charles Tart (1969), der das menschliche Wahrnehmungs- und Erkenntnispotential als über die normalen Sinne und die rationelle Vernunft hinausgehend beschrieb. Als Zugang zu solchen veränderten Bewusstseinszuständen nannte er Träume, Trance, Drogen, Meditation oder Hypnose. Dies war das Fundament des Esalen Institutes, das in Kalifornien unter Mitwirkung von Alan Watts, Aldous Huxley und Abraham Maslow gegründet wurde, um alternative Spiritualität – unter anderem schamanische Techniken – zu vermitteln und deren Nutzen für die individuelle Selbstverwirklichung zu propagieren.
Julian Silverman, einer der Leiter, konzipierte bereits 1967 einen Schamanismus als Therapieform, doch weitaus größere Bekanntheit erreichte in den 1970er Jahren das Konzept des Esalen-Schülers Michael Harner, der Schamanismus als „jedem zugängliche Technik für persönliche Experimente und Wahrnehmungserweiterungen“ verstand. Zuvor sorgten jedoch die romanhaften und autobiographischen Bücher Carlos Castañedas – der ebenfalls Kurse am Esalen belegt hatte – ab 1968 nahezu weltweit für eine enorm große Popularität des Themas bei einem Massenpublikum. Überdies war er einer der Wegbereiter für die neue Methodik der unmittelbaren Erfahrung schamanischer Praktiken durch Wissenschaftler, die direkt von traditionellen Indigenen vermittelt werden. Dies musste allerdings naturgemäß zu äußerst subjektiven und schwer nachprüfbaren Resultaten führen, die den Kriterien wissenschaftlichen Arbeitens kaum standhalten. Bestes Beispiel wurde Castañeda höchstselbst, als 1976 bewiesen wurde, dass seine angebliche Lehre bei dem Yaqui-Schamanen Don Juan Matus schlichtweg erfunden war. Dennoch blieb die Faszination an seiner Arbeit bestehen, die als moderner Mythos exakt und meisterhaft die emotionalen und intellektuellen Bedürfnisse der Gesellschaft bedienten.
Selbst in den Wissenschaften hielten noch eine Reihe weiterer Autoren trotz der Enthüllungen um Castañedas Werk und der Kritik an der Arbeit Eliades am Konzept eines universellen „transzendenten Schamanismus“ fest oder bedienten sich solcher Thesen als Erklärungsansätze für andere Phänomene. Darüber hinaus erschienen noch einige weitere autobiographische Ethnographien, bei denen Wahrheit und Fiktion nicht mehr voneinander zu trennen waren. Dazu gehören unter anderem die Bücher von Hyemeyohsts Storm, Lynn Andrews und Jeremy Narby.
Die größte Bekanntheit erlangte jedoch das Konzept des Core-Schamanismus (angeblich die „Schnittmenge“ und der gemeinsame „Kern“ aller schamanischer Praktiken) von Michael Harner, das ähnlich weitreichende Wirkungen wie Eliades Werk hatte. Harner gehört ebenfalls zu den autobiographischen Ethnographen. Sein Werdegang ist das beste Beispiel für die individuelle Transformation vom wissenschaftlich arbeitenden Ethnologen zum praktizierenden Geisterbeschwörer. Die von Harner gegründete Foundation for Shamanic Studies hat die Entwicklung des esoterischen Neoschamanismus maßgeblich beeinflusst. Hier wird in verschiedenen Kursen einem breiten Publikum eine Art „Schamanismus light“ vermittelt, der (angeblich) ohne riskante Elemente wie etwa Drogenkonsum oder ekstatische Trance auskommt. Gleichsam stellt Harners Institut verschiedentlich Kontakte zwischen westlichen Esoterikern und traditionellen Schamanen her. Dabei werden wiederum nicht nur ethnographische Berichte gesammelt, sondern es findet ein aktiver Austausch in beide Richtungen statt. Der relativ gut erhaltene Schamanismus der Tuwiner Süd-Sibiriens verändert sich dadurch drastisch: möglicherweise in eine Richtung, die bald nichts mehr mit den ursprünglichen Überlieferungen dieses Volkes gemeinsam haben wird.
Erst im letzten Jahrzehnt des 20. Jahrhunderts wandten sich einige Autoren vermehrt gegen die Konzepte veränderter Bewusstseinszustände (ASC). So schrieb der deutsche Ethnologe Klaus E. Müller vorsichtig: „Ob damit irgendwelche, der gewöhnlichen, sozusagen ‚grob-sinnlichen‘ Wahrnehmung unzugängliche ‚Realität‘ erfahrbar wird, […] läßt sich mit ethnologischen Mitteln nicht entscheiden.“ Die französische Ethnologin Roberte Hamayon verwirft die These hingegen deutlich mit der Argumentation, dass veränderte Bewusstseinszustände empirisch nicht nachweisbar seien und oft keine Entsprechung in den Original-Beschreibungen der Indigenen haben.

## Weitgehend anerkannte Thesen

### Der klassisch sibirische Schamanismus oder Animismus

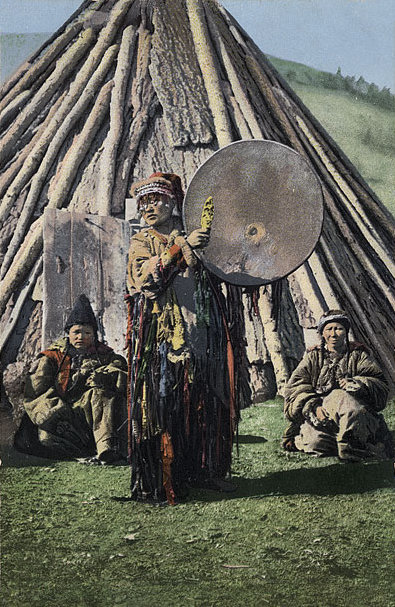
Schamanin aus dem Altai-Gebirge (zwischen 1911 und 1914)

„Der [sibirische] Schamanismus ist nicht nur eine archaische Ekstasetechnik, nicht nur eine frühe Entwicklungsstufe der Religion und nicht nur eine psychomentale Erscheinung, sondern ein komplexes religiöses System. Dieses System umfasst den Glauben, der die Hilfsgeister der Schamanen verehrt, und das Wissen, das die heiligen Texte (Schamanengesänge, Gebete, Hymnen und Legenden) hütet. Es beinhaltet die Regeln, die den Schamanen bei der Aneignung der Ekstasetechnik leiten, und es verlangt die Kenntnis der Gegenstände, die bei der Seance zur Heilung oder zur Wahrsagung benötigt werden. Im Allgemeinen treten alle diese Elemente gemeinsam auf.“

Bei den kleinen sibirischen Völkern begann die Erforschung der Schamanentraditionen und zu Beginn des 21. Jahrhunderts kommt sie vielfach wieder darauf zurück: Viele Autoren verwenden die Bezeichnung Schamanismus ausschließlich für das sibirische Kulturareal, ohne dies jedoch konkret zu nennen; und obwohl Schamanismus und Religion zumeist nicht mehr in einen primären Zusammenhang gestellt werden, wird die klassisch sibirische Form (oftmals nur undifferenziert Schamanismus genannt) aufgrund ihrer umfangreichen Forschungsgeschichte nicht selten als Synonym für die animistischen Religionen Sibiriens und Zentralasiens verwendet

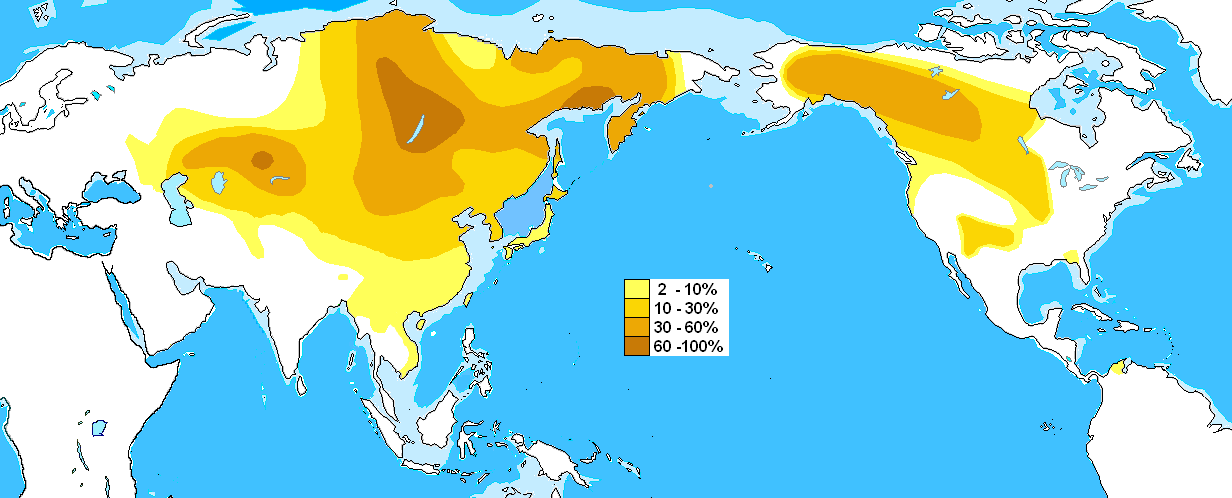
Verbreitung der Haplogrupo C3 (=(M217))

Entscheidend für den klassischen Schamanismus Sibiriens ist die homologe (aus einer Wurzel stammende) Entstehung seiner Spielarten durch den historischen Kulturtransfer von einer Ethnie zur nächsten oder – so Michael Witzel – durch Wanderungsbewegungen der altasiatischen Völker und ihre Expansion über die Beringstraße. Er weist darauf hin, dass das Verbreitungsgebiet eines von Y. E. Berezkin (2005) isolierten, von Witzel als „laurasisch“ bezeichneten und auf das Spätpaläolithikum datierten Mythenkomplexes weitgehend mit dem Verbreitungsgebiet des Schamanismus sowie mit der Verbreitung der hypothetischen Na-Dene-Sprachfamilie und der C3-Haplogruppe des Y-Chromosoms zusammenfällt.

#### Historische Entwicklung

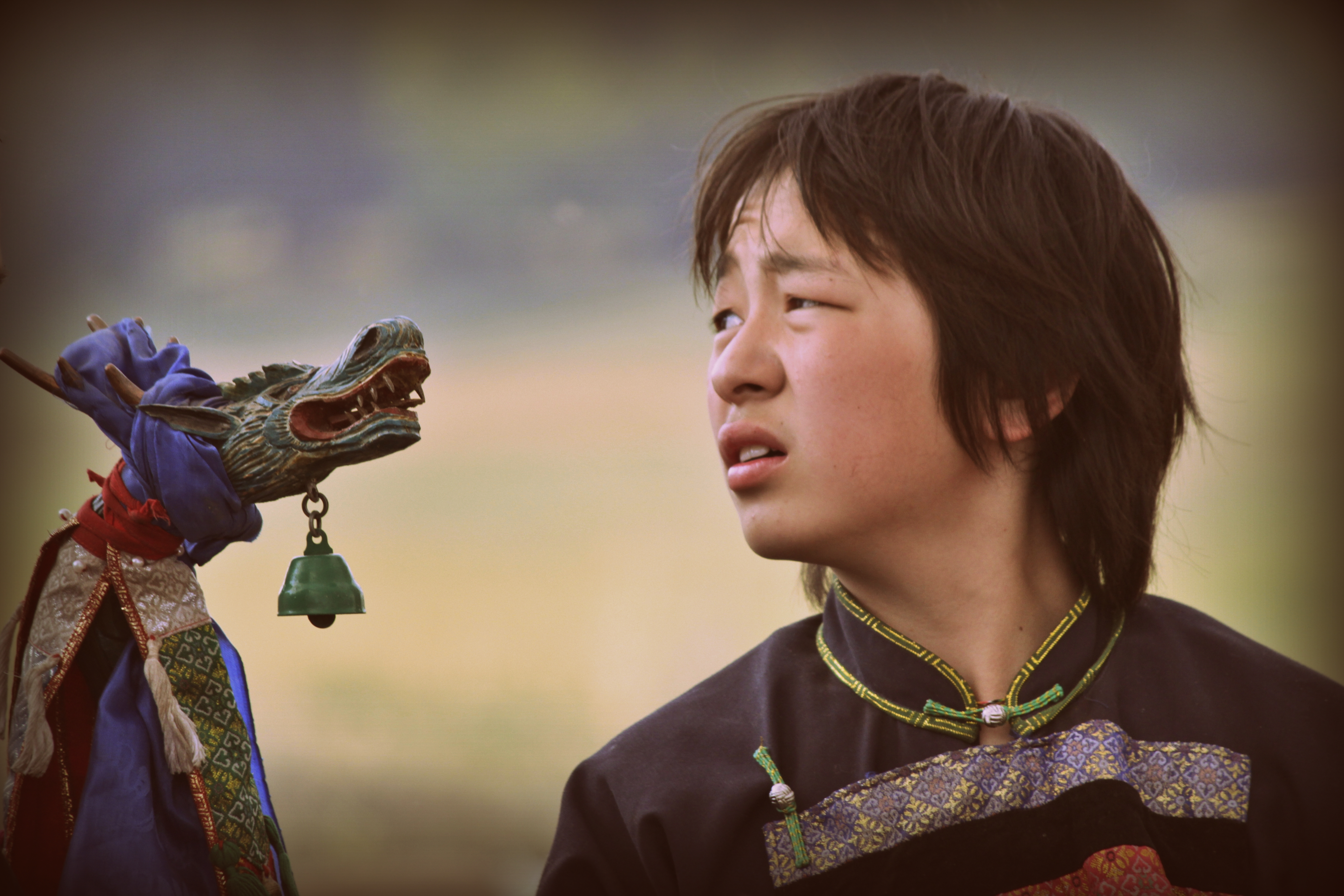
Moderner burjatischer Schamane mit Ritualstab

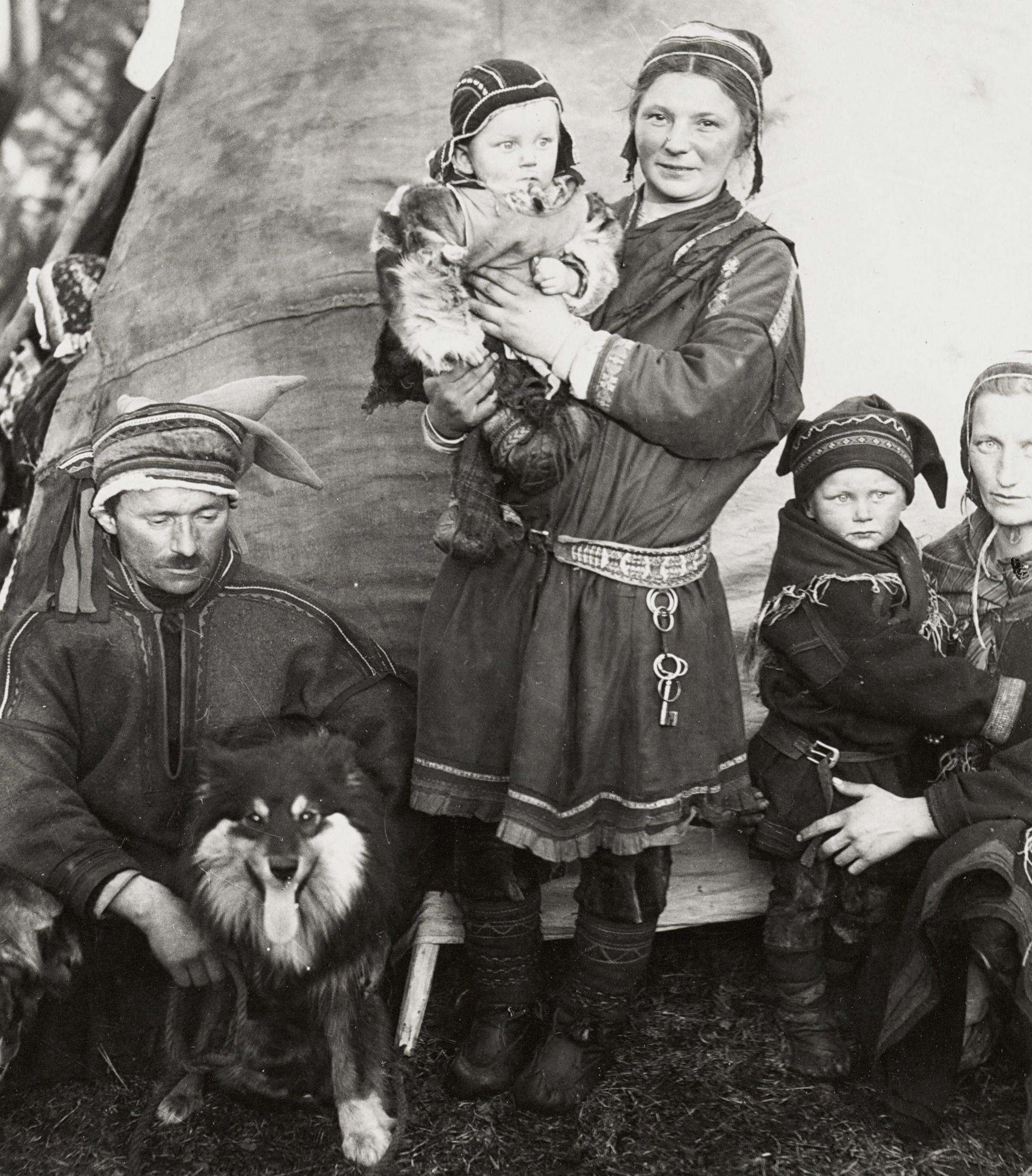
Auch die rentierhütenden Samen Nordeuropas hatten früher Schamanen, die zum sibirischen Typus zählten

Die Darstellung der Ähnlichkeiten zwischen den Glaubensvorstellungen, Riten, Kulten und Mythologien ist kaum verständlich, ohne die historischen Hintergründe der dort lebenden Völker zu kennen. Sibirien wurde erstmals vor etwa 20.000 bis 25.000 Jahren im Jungpaläolithikum besiedelt, bis im Neolithikum der größte Teil des gesamten Gebietes bewohnt war. Die ersten archäologisch nachweisbaren Kultstätten entstanden vor einigen Tausend Jahren. Sie zeigen bereits eine ausgeprägte kulturelle Differenzierung der dortigen Völker.
Dennoch ist kritisch anzumerken, dass alle Kulturen die im Zeitalter der europäischen Expansion entdeckt und beschrieben wurden, lebende Gruppen von Menschen waren, die mit den vorgeschichtlichen Ethnien nicht direkt gleichzusetzen sind. Bei allen möglichen Gemeinsamkeiten, hatten oder haben die rezenten Jäger- und Sammlerpopulationen, eine autochthone, in die Gegenwart reichende kulturelle Entwicklung.
In den Steppen und Waldsteppen Südsibiriens lebten Bauern- und Hirtenvölker, in der nördlich daran anschließenden Taiga hingegen waren Jagd, Fischfang und Sammelwirtschaft die normalen Subsistenzstrategien. Insbesondere die Völker in Jakutien und in der Baikalregion hatten enge Beziehungen zueinander; archäologische Artefakte wie etwa Felsbilder zeugen davon, die gewisse Rückschlüsse auf ihren religiösen Vorstellungen ermöglichen. In der Tundra und Waldtundra des hohen Nordens lebten vorwiegend kleine und relativ isolierte Völker, die entweder von sesshafter Fischerei oder Jagd auf Meeressäuger lebten oder halbnomadische Rentierhirten waren.
Bis ins 16. und 17. Jahrhundert lebten die Völker Sibiriens noch abseits der europäischen Einflüsse. Indes standen die dortigen Glaubensvorstellungen über Jahrhunderte unter dem Einfluss verschiedener Religionen aus Vorder-, Zentral- und Ostasien. Dazu gehörten neben dem Zoroastrismus, Manichäismus und Christentum vor allem Einflüsse des Buddhismus. Bereits die protomongolischen Völker waren ab dem zweiten vorchristlichen Jahrhundert mit ihm in Berührung gekommen. Mongolische Stämme brachten dann zwischen dem 8. und 12. Jahrhundert den Mahayana-Buddhismus nach Zentralasien bis ins Amur-Gebiet. Anfang des 15. Jahrhunderts wurde in Tibet die Gelug-Schule des klassischen indischen Buddhismus gegründet und verbreitete sich bis ins 17. Jahrhundert in Burjatien, Kalmückien und Tuwa. Gegen Ende des 19. Jahrhunderts war der Buddhismus unter den transbaikalischen Burjaten etabliert und beeinflusste Alltag, Kultur und Lebensanschauung vieler sibirischer und zentralasiatischer Völker. Dies führte zu einer synkretistischen Vermischung schamanischer mit buddhistischen Vorstellungen. Beispiel ist der ursprünglich aus China stammende Schamanenspiegel toli bei den Burjaten und das Auftreten von Personen, die sowohl Lama wie Schamanen waren.

#### Kosmologie

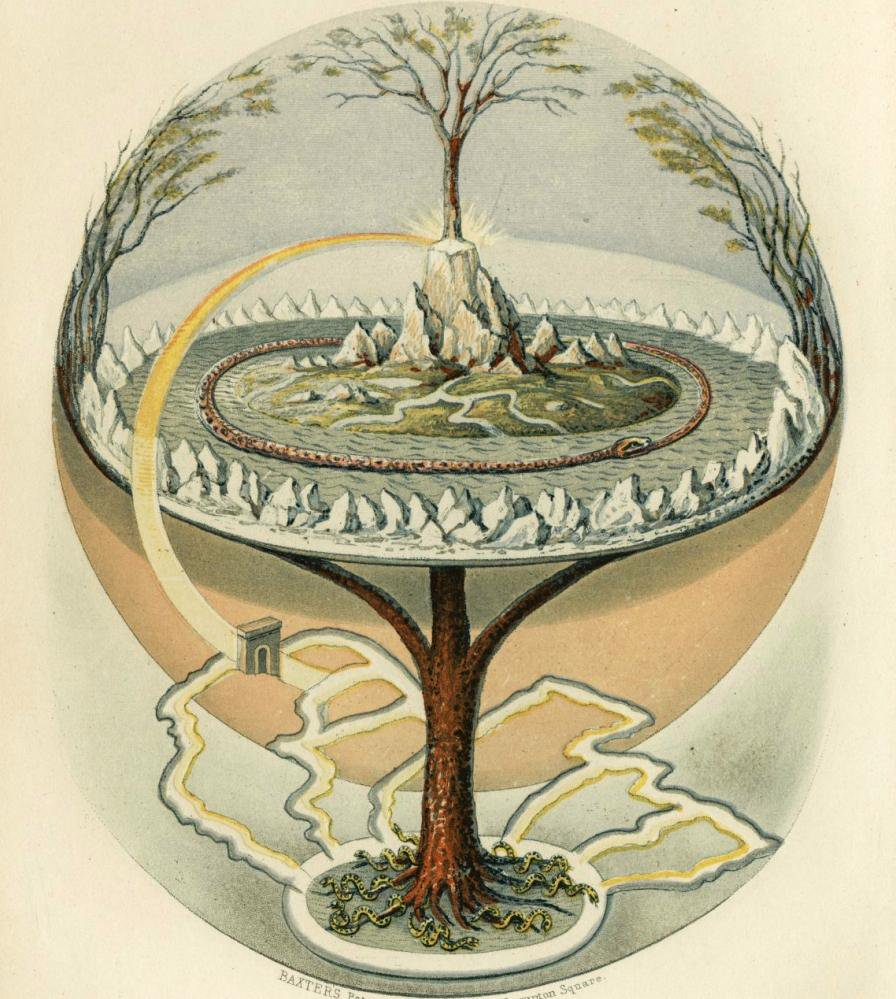
Die Welt nach der germanischen Mythologie entspricht in etwa der klassisch-sibirischen Kosmologie der drei Welten. Auch die indische Stupa befindet sich zu einem Drittel unter der Erde.

Teil der klassisch-schamanischen Kosmologie war die Jenseitsvorstellung von einem mehrschichtigen Kosmos aus drei (manchmal auch mehr) Ebenen: In der Ober- und Unterwelt existieren wohl- und übelwollende Geister und eine Weltachse (lateinisch axis mundi, plural axes mundorum) verbindet die drei Ebenen im Zentrum miteinander. Diese Achse wird je nach Kultur durch den Weltenbaum, das Rauchloch in der Jurte, einen heiligen Berg oder die Schamanentrommel symbolisiert. Die Seele wurde als eine vom Körper unabhängige Entität betrachtet, die auf dieser Achse mit Hilfe von Tiergeistern in die Geisterwelt reisen kann.

#### Die rituelle Ekstase

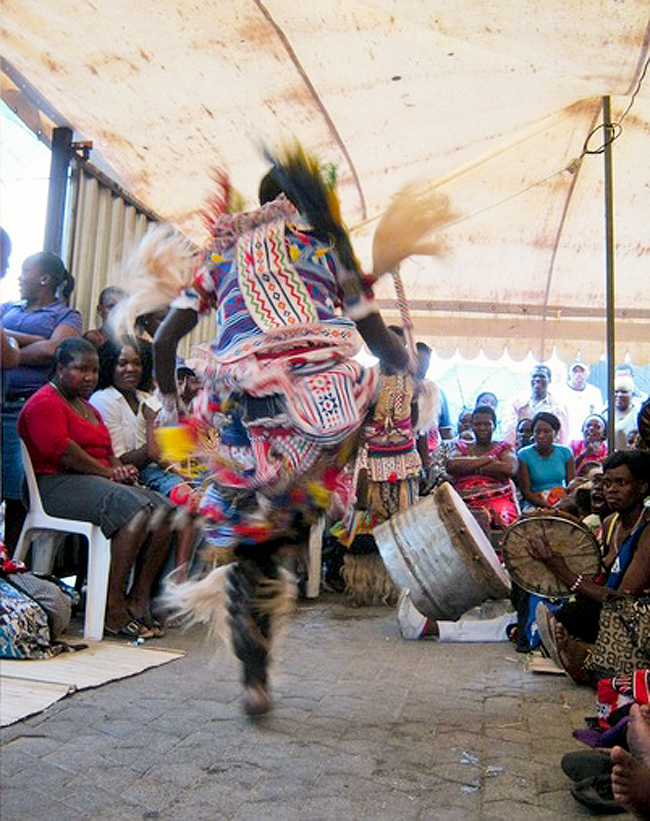
Afrikanischer Sangoma-Medizinmann tanzt in besessenem Zustand

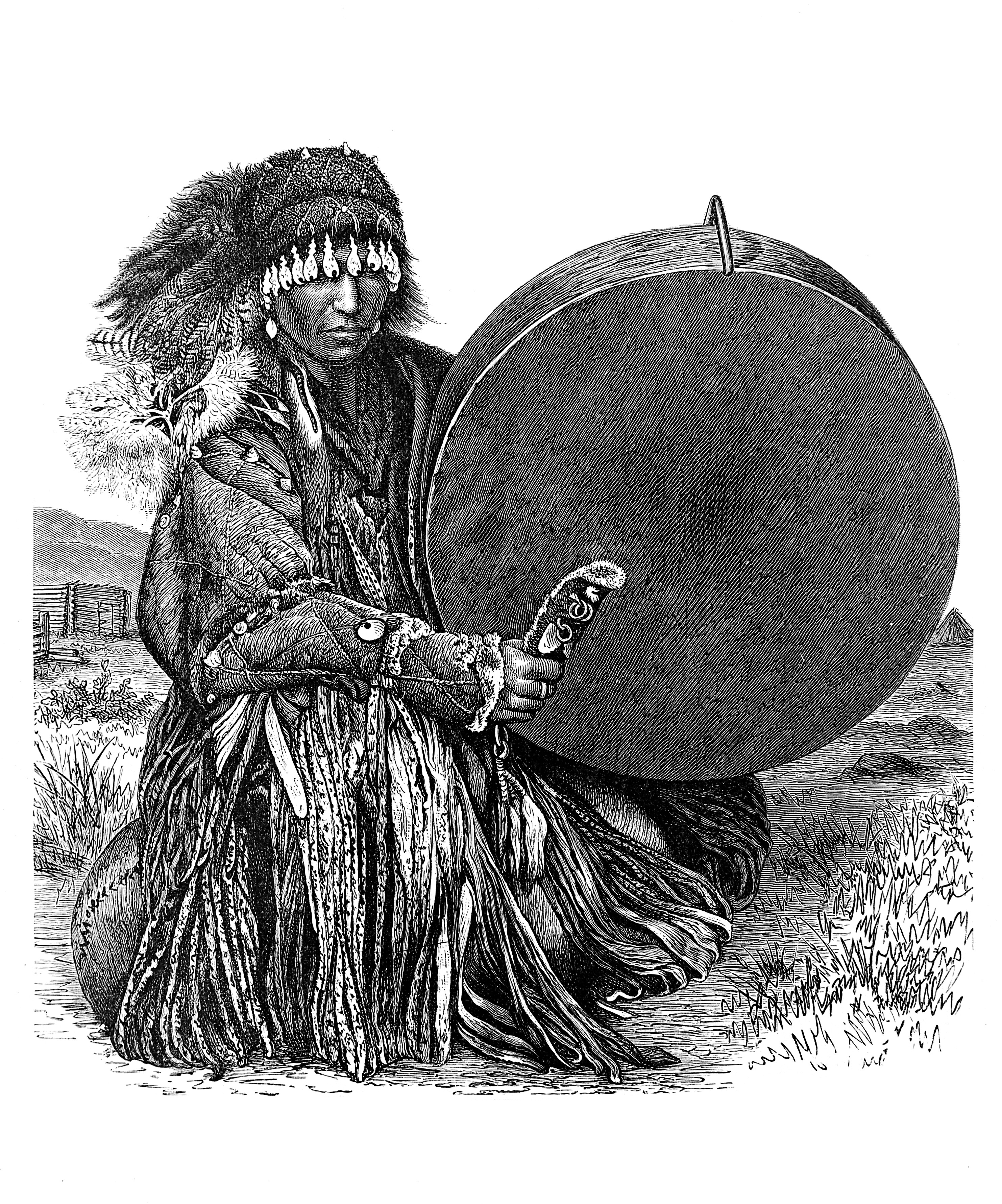
Perkussionsrhythmen mit Trommeln (Schamanentrommel) oder Rasseln sind entscheidend für ekstatische Zustände

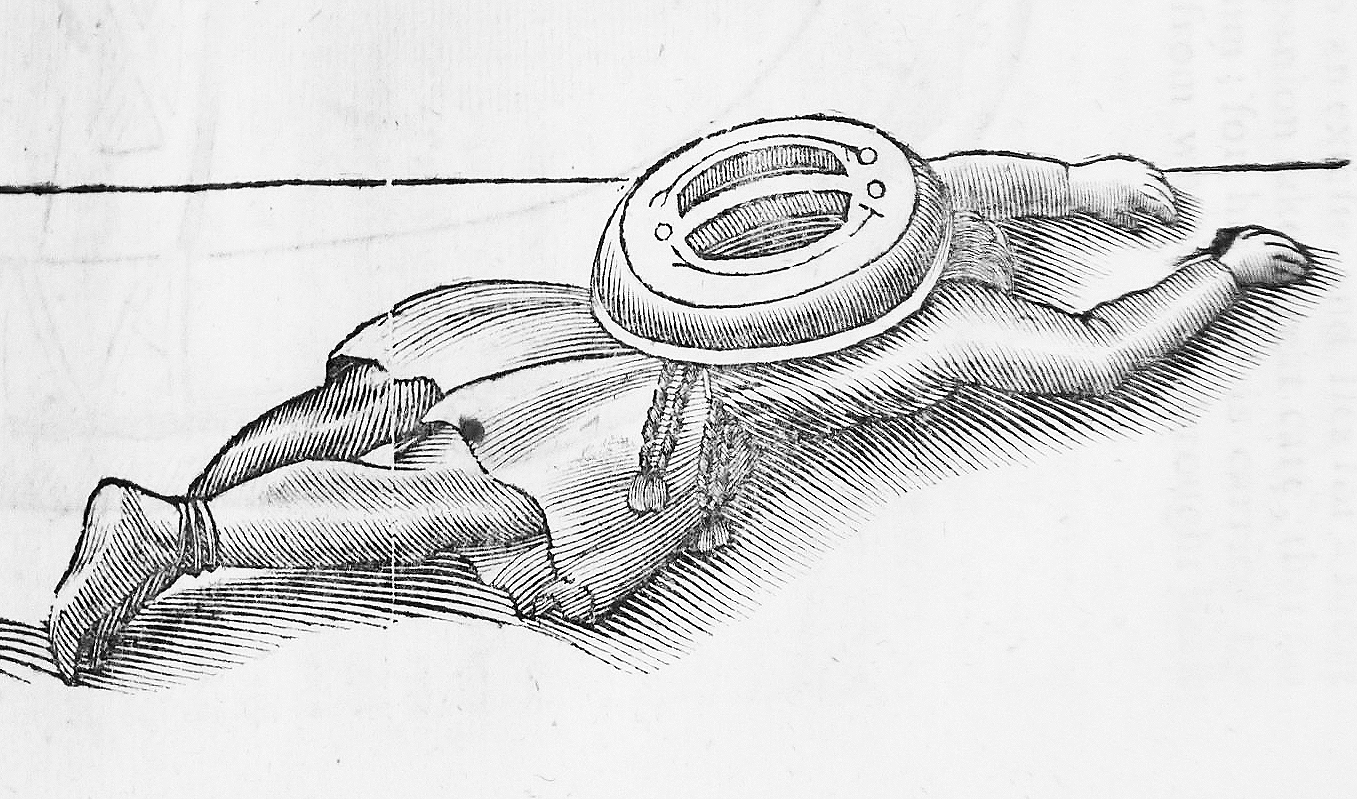
Liegender sámischer Schamane: Rituelle Körperhaltungen führen schneller zur Trance

Die sogenannte „rituelle Ekstase“ war und ist ein wesentliches Element des klassischen Schamanismus, aber auch aller religiös-spiritueller Schamanismus-Konzepte, die zum Teil weit über Sibirien hinausgehen. Je nach Krankheit eines Patienten, dem Wunsch eines Gruppenmitgliedes oder dem Auftrag der Gemeinschaft begab sich der Schamane auf eine „Seelenreise in die Welt der Geister“, um dort Kontakt mit ihnen aufzunehmen oder ihr Wirken im Sinne des zu lösenden Problems positiv zu beeinflussen. In der Regel hielt man das natürliche Gleichgewicht zwischen den Welten in irgendeiner Weise für gestört und es sollte auf diese Weise wieder ausbalanciert werden.
Solch eine Geisterbeschwörung (Séance) war eine stark ritualisierte Angelegenheit, die verschiedene Maßnahmen erforderte und die zur richtigen Zeit am richtigen Ort stattfinden musste (→ Kamlanie, die Séance der sibirischen Schamanen im Artikel „Séance“).
Die eigentliche Ekstase wird als Transzendenzerfahrung je nach kultureller Prägung entweder als Hinaustreten der eigenen Seele oder als Besessenheit durch einen Geist erlebt.
Das Hinaustreten (auch passive- oder trophotrope Ekstase) – der klassische und mit Abstand häufigste Ekstasetyp Sibiriens – wird als magischer Flug in eine andere raum- und zeitlose Welt beschrieben, in der Mensch und Kosmos eine Einheit bilden, so dass sich Antworten und Erkenntnisse offenbaren, die auf normalem Wege unerreichbar bleiben würden. Das Erleben dieser inneren Dimension ist für den Schamanen ausgesprochen real und höchst bewusst.
In der Vorstellung der traditionellen Menschen entsprach das Erleben einer Jenseitsreise dem Träumen gewöhnlicher Menschen, allerdings bewusst herbeigeführt und kontrolliert; ähnlich wie bei einem Klartraum. Dabei sinken die Lebensfunktionen des Schamanen auf ein anomales Minimum herab: Ein flacher Atem, langsamer Herzschlag, geringere Körpertemperatur, starre Gliedmaßen und getrübte Sinne kennzeichnen diesen Zustand.
Ganz im Gegensatz dazu steht die rituelle Ekstase der (erlernten) Besessenheit (aktive- oder ergotrope Ekstase), die in Sibirien nur bei wenigen Ethnien in den Übergangsbereichen zu den Hochreligionen Islam und Buddhismus vorkommt. In Süd- und Südostasien oder in Afrika sind solche Besessenheitszustände hingegen die Norm. Der Schamane hat das Gefühl, ein Wesen aus der Anderwelt würde in ihn einfahren und sich seines Körpers für die Dauer des Rituals bemächtigen, um die gestellte Aufgabe zu lösen. Dabei kommt es zu einer starken Steigerung der Körperfunktionen: Er gerät in Aufruhr, tobt, schäumt, zappelt oder „schwebt“, redet in unverständlichen Sprachen und zeigt enorme Kraft.
Bei beiden Formen der rituellen Ekstase kommt es zu veränderten Wahrnehmungen, die alle Sinneseindrücke (Sehen, Hören, Tastsinn, Geruch, Geschmack, Körperempfinden) betreffen können. Darüber hinaus werden die Emotionen, das Bedeutungserleben und das Zeitgefühl modifiziert. Die Intensität dieser Eindrücke ist wesentlich stärker, unvorhersehbarer und über den gesammelten Erfahrungsschatz des Menschen hinausgehend als etwa bei Fantasiereisen, die man im wachen Zustand erzeugen kann.
Neuropsychologisch betrachtet liegt in beiden Fällen eine bestimmte Form eines erweiterten Bewusstseinszustandes vor, der als „ekstatische Trance“ bezeichnet wird. Bei allen Formen tiefer Trance entsteht gleichzeitig eine sehr tiefe Entspannung wie im Tiefschlaf, höchste Konzentration wie bei wachem Bewusstsein und ein besonders eindrucksvolles bildhaftes Erleben wie im Traum. Die spezielle Art und Weise, wie die Schamanen Sibiriens (aber auch Zentralasiens, des nördlichen Nordamerikas, zum Teil Ost- und Südostasiens und einiger Völker des übrigen Amerikas) die Trance herbeiführen, sowie die kulturelle Prägung und die entsprechende religiöse Ausrichtung, führt bei der schamanischen Trance durch den neurologischen „Hyper-Ruhezustand“ zur passiven oder durch „Hyper-Erregung“ zur aktiven Ekstase.
Der Schamane erlebt diesen außergewöhnlichen mentalen Zustand stets als reales Geschehen, das scheinbar außerhalb seines Geistes stattfindet. Manchmal sieht er sich selbst von außen (Außerkörperliche Erfahrung), ähnlich wie es bei Nahtoderfahrungen berichtet wird. Wie man heute weiß, hat der Mensch in diesem Zustand einen direkten Zugang zum Unbewussten: Die halluzinierten Geistwesen entstehen aus den instinktiven Urbildern der menschlichen Psyche; die Fähigkeit intuitiv – also ohne rationales Nachdenken – Zusammenhänge zu erfassen, ist voll entwickelt und äußert sich häufig in Visionen, die später vor dem eigenen religiösen Hintergrund gedeutet werden.
Um solche Zustände zu erreichen, werden bestimmte Formeln, rituelle Handlungen und mentale Techniken eingesetzt: Das sind zum Beispiel das Verbrennen von Räucherwerk, bestimmte eintönige Rhythmen auf besonderen Zeremonialtrommeln oder mit Rasseln, Tanz (Trancetanz), Gesang oder besondere Atemtechniken. Die sibirischen Schamanen benötigen zum Erreichen der Ekstase in der Regel keine psychedelischen Drogen wie viele andere Völker. Lediglich bei den uralischen Völkern wird bisweilen der Fliegenpilz eingesetzt (Für manche Autoren ist gerade die Fähigkeit zur Trance ohne Drogen ein Kennzeichen des klassischen Schamanismus).
Besonders wichtig für das Erreichen einer nicht-drogeninduzierten Trance ist das Einnehmen ritueller Körperhaltungen (nach Felicitas Goodman) in Verbindung mit gleichmäßigen Perkussionsrhythmen im Bereich von 3,5 bis 4,4 Hertz (kommt etwa 210 bis 230 Trommelschlägen pro Minute gleich). Diese Frequenzen entsprechen den Theta- und Delta-Gehirnwellen, die ansonsten typisch für den Schlaf oder Meditationen sind. Während der Trance treten sogenannte „paradoxe Erregungszustände“ (englisch Paradoxial Arousal) auf. Paradox deshalb, weil sie einerseits einen Zustand anzeigen, der mit „wacher als wach“ bezeichnet werden kann und gleichzeitig EEG-Kurven zeigen, die sonst nur von tiefen Schlafstadien bekannt sind. Versuchspersonen berichteten während dieser Trancephasen von besonders eindrucksvollen Halluzinationen. Überdies werden deutliche Beta- und Delta-Anstiege gemessen, die eine sehr tiefe Entspannung kennzeichnen und u. a. körperliche Heilreaktionen und Gedächtnisprozesse fördern. Die von Giselher Guttmann 1990 entdeckten paradoxen Erregungszustände zeigen demnach eine „entspannte Hochspannung“ an. Dabei wird generell die Ausschüttung einer speziellen Kombination unterschiedlicher körpereigener Neurotransmitter angeregt, die das Bewusstsein „öffnen“: Die Wahrnehmung richtet sich ganz auf innere Inhalte (intersensorische Koordination), die kognitiven Filter des normalen Wachzustandes sind inaktiv, das beobachtende Ich bleibt hingegen aktiv.
Grundsätzlich erzeugen alle rituellen Trancen entweder besonders passive oder besonders aktive physiologische Effekte, die sich dann bei den Schamanen in den beiden vorgenannten Formen der Ekstase ausdrücken. Es gilt jedoch: Je intensiver die jeweilige Ekstase ist, desto weniger lassen sich die absichtlich herbeigeführten Halluzinationen steuern.
Die Messung von Gehirnströmen u. ä. Verfahren können lediglich beweisen, dass das Bewusstsein in bestimmter Art und Weise tätig ist. Es lassen sich jedoch keine Rückschlüsse über die konkreten Inhalte der jeweiligen Erregungszustände ziehen. Daher ist es prinzipiell unmöglich, zu beweisen oder zu widerlegen, dass es sich bei den Eindrücken in ritueller Ekstase um Einbildungen oder um tatsächliche Einblicke in eine jenseitige Welt handelt. Dies bleibt eine Frage des Glaubens.

### Müller: Elementar-, Komplex- und Besessenheitsschamanismus
| Elementarschamanismus | Komplexschamanismus | Besessenheitsschamanismus |
| --- | --- | --- |
| Klassisch (primär), arktische Völker Klassisch (sekundär), Nordsibirien Klassisch, Südostasien* Subarktis Nordamerikas Eingeschränkt, Nordamerika Eingeschränkt, Südamerika Australien | Klassisch westsibirisch Klassisch zentralsibirisch Klassisch altaiisch Klassisch mandschurisch Klassisch südost-asiatisch** Nordosten Nordamerikas Südwesten Nordamerikas Meso- und Südamerika | Islamischer Einflussbereich Lamaistischer Einflussbereich Buddhistisch-daoistischer Einflussbereich |
| Klassisch (primär), arktische Völker Klassisch (sekundär), Nordsibirien Klassisch, Südostasien* Subarktis Nordamerikas Eingeschränkt, Nordamerika Eingeschränkt, Südamerika Australien | Klassisch westsibirisch Klassisch zentralsibirisch Klassisch altaiisch Klassisch mandschurisch Klassisch südost-asiatisch** Nordosten Nordamerikas Südwesten Nordamerikas Meso- und Südamerika | farbige Kreis-Symbole: *) = Weitgehend traditionelle Jäger- u. Sammler innerhalb moderner oder bäuerlicher Gesellschaften **) = Weitgehend traditionelle Pflanzer innerhalb moderner oder bäuerlicher Gesellschaften |

|  | Isolierte Ethnien mit komplett erhaltenen sozialen Funktionen ihrer religiös-spirituellen Spezialisten |
|  | Isolierte Ethnien Neuguineas mit traditionellen Religionen, jedoch ohne Kenntnisse über Schamanen o. ä. Geisterbeschwörer |
|  | Lokale Gemeinschaften mit weitgehend intakten traditionellen Strukturen, in denen Geisterbeschwörer noch einige ihrer ursprünglichen Funktionen ausüben. Ihre Funktionen sind jedoch durch moderne Einflüsse bereits mehr oder weniger beeinflusst. |
|  | Traditionelle Gesellschaften mit weitgehend intakten Strukturen, in denen Geisterbeschwörer noch einige ihrer ursprünglichen Funktionen ausüben (Verbreitungsdichte je nach Schraffur/Flächenfüllung)                                               |
|  | Traditionell in Staaten u./o. andere Religionen integrierte „Stadtschamanen“ Ost- und Südostasiens |

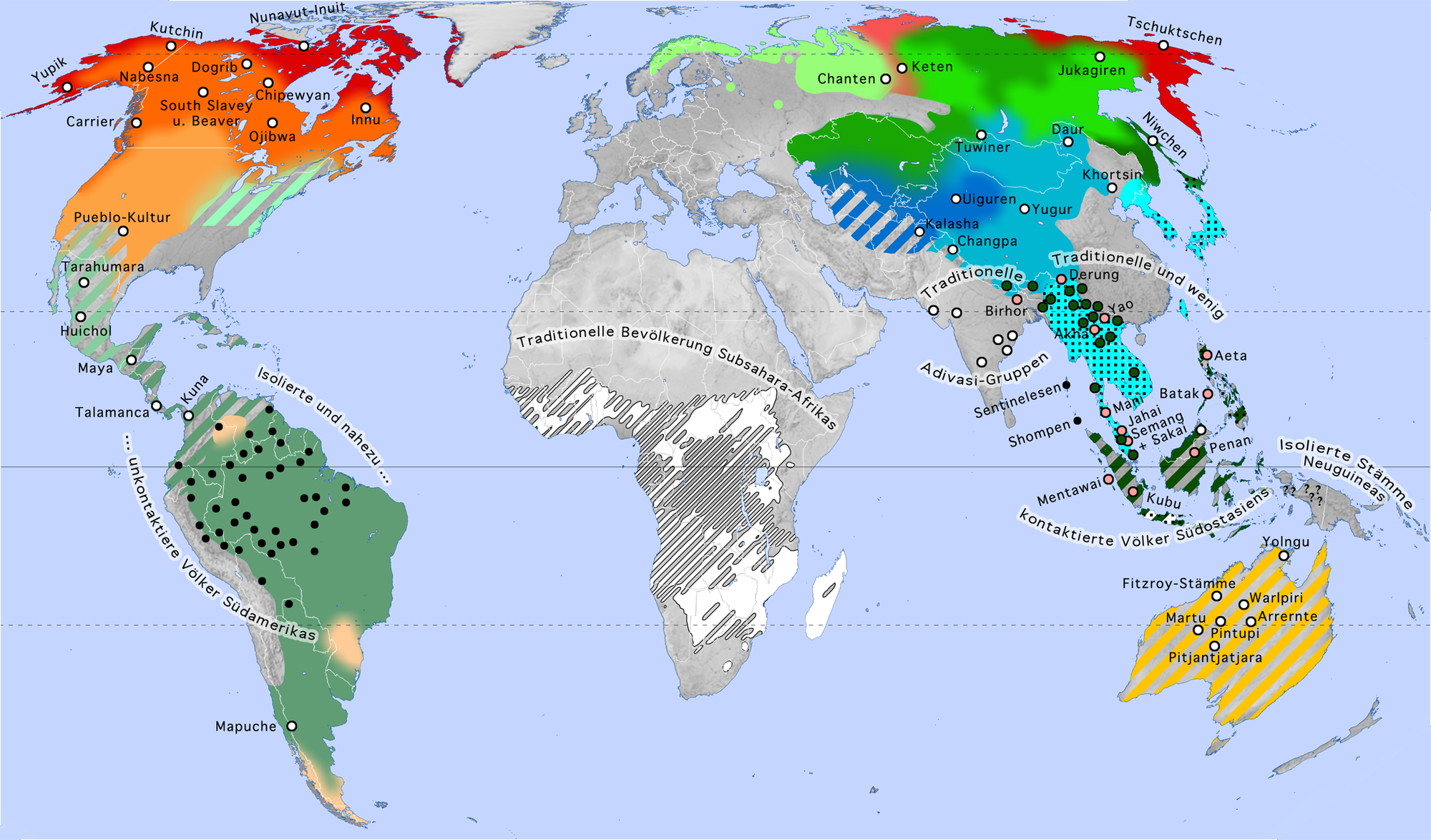
Schamanen als „Sachverständige und Vermittler zur Geisterwelt“ nach Klaus E. Müller vor der europäischen Expansion, die im 15. Jahrhundert einsetzte (Farbflächen); sowie traditionelle Schamanen und andere religiös-spirituelle Spezialisten zu Anfang des 21. Jahrhunderts, die noch verschiedene soziale Funktionen innehaben (schwarz-weiße Symbole/Schraffuren)

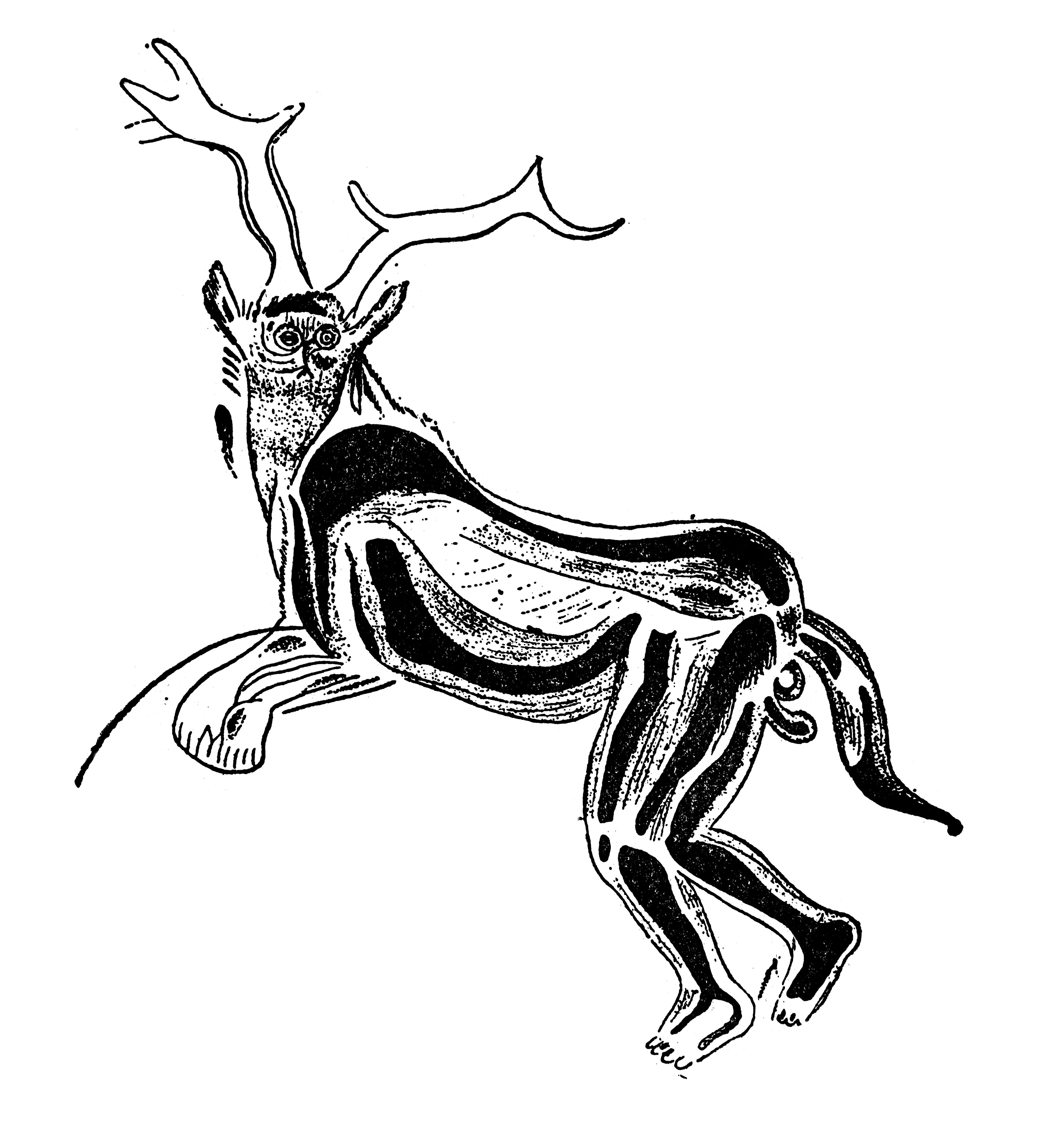
Steinzeitliche Höhlenmalerei in der Höhle Les trois frères mit jägerischem Kontext: „Herr der Tiere“ oder Schamane?

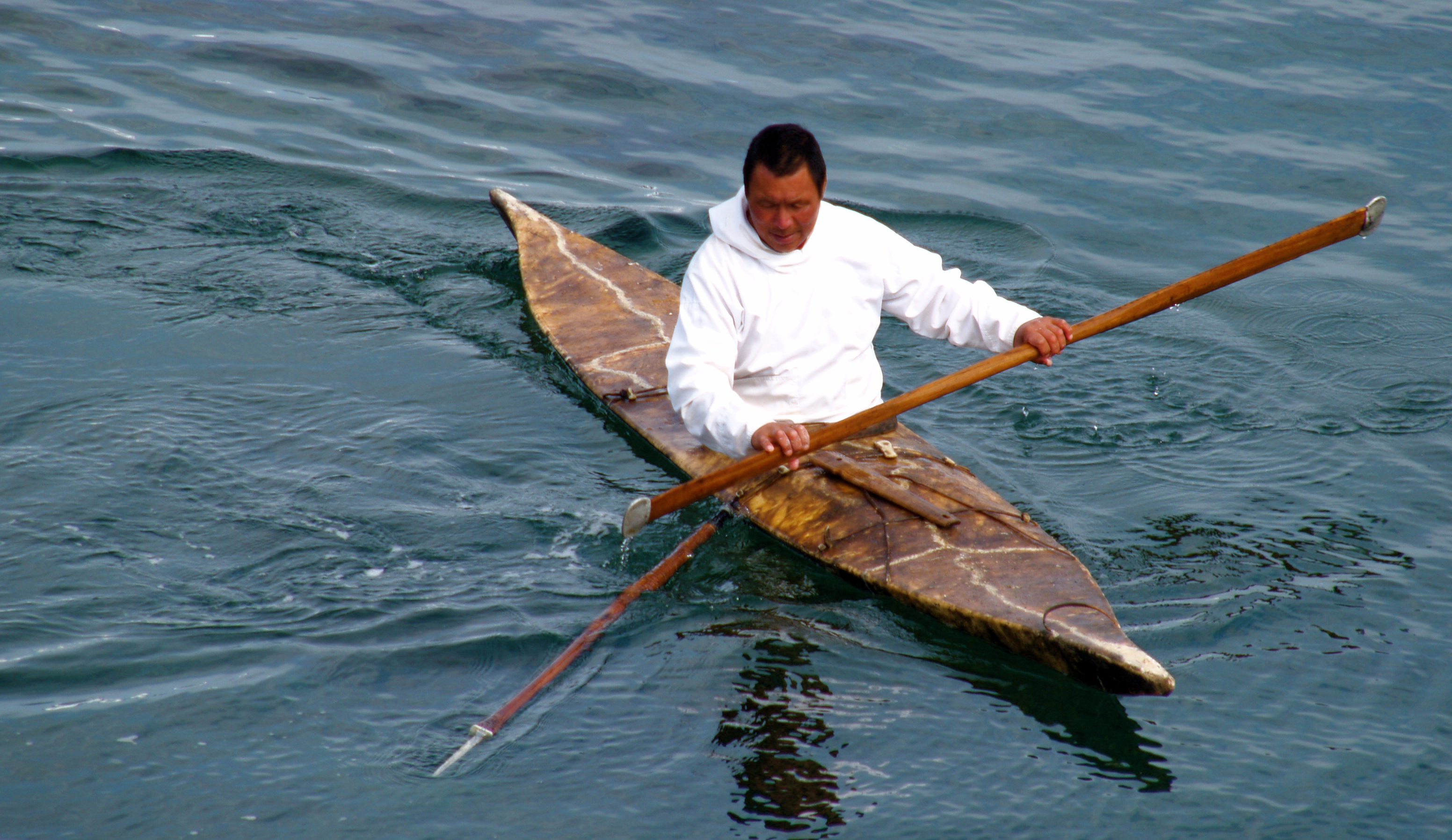
Die Lebensbedingungen der arktischen Völker haben sich über Jahrtausende kaum verändert, so dass sich nach Müllers Vermutung der dortige Schamanismus kaum gewandelt hat

Konkrete Beschreibung der gegenwärtigen Situation und Verweise siehe: Traditionelle Geisterbeschwörer im Wandel der Zeit im Artikel „Schamane“

„Von allen sekundären Zusätzen abgesehen, stellt der Schamanismus im Kern eine sichtlich sehr alte und optimal an die Daseinsbedingungen wild- und feldbeuterischer Kulturen angepaßte, das heißt scheinbar `bewährte´ und insofern über lange Zeiten hin stabile, in sich ebenso schlüssige wie kohärente, gleichsam `vereinheitlichte´ Seins- und Naturtheorie dar.“

Klaus E. Müller stellte 1997 einen Ansatz vor, der den Schamanismus als eine Art „Wissenschaft des magisch-mythischen Denkens“ beschreibt, die durch „berufene Sachverständige“ mit wichtigen sozialen Verpflichtungen entwickelt, vermittelt und bewahrt wurde. Müller erkennt zwar die Übereinstimmungen bezüglich religiöser Auffassungen oder ritueller Trancetechniken, distanziert sich jedoch ausdrücklich davon, solche „spiritistischen und okkultistischen Aspekte“ als bestimmende Merkmale zu betrachten.
Müller führt Adolf E. Jensens Gedanken fort, der den Schamanismus als typisches Phänomen für Jägerkulturen auffasste, die Tiere prinzipiell als ihre Verwandten betrachteten. Deutliche Hinweise auf diese Annahme sind die vielfältigen totemistischen Tierbezüge: Die Berufung der Schamanen erfolgte durch die „Tiermutter“ in der Geisterwelt oder den „Herren der Tiere“, die Hilfsgeister waren überwiegend tiergestaltig, der Schamane – oft mit Tierattributen gekleidet – verwandelte sich häufig auf der Reise in ein Geistertier, die magische Trommel oder der Schlägel wurde als symbolisches Reittier für die Reise aufgefasst und einiges mehr.
Die Urform des Schamanismus ist nach Müller demnach vor allem ein Ritual zur Vergebung und Abwendung von Strafe und Unheil, wenn ein Jäger die traditionellen Beschwichtigungs- und Binderituale für das Töten eines Tieres missachtete. Dies spielte bei allen Jägervölkern eine zentrale Rolle im Alltag und diente letztendlich zur Sicherung der Tier- und Pflanzenbestände.
Entstanden ist der Schamanismus nach seiner Auffassung irgendwo in Asien im Jungpaläolithikum deutlich vor 4000 v. Chr. entwickelt und hat sich von dort in vielen Jahrhunderten unter den „seelenverwandten“ Jägervölkern über den gesamten asiatischen Kontinent und darüber hinaus nach Nord-, Mittel- und Südamerika sowie nach Australien verbreitet. Auf der Grundlage der Beschreibung des Schamanen als „Sachverständigem und Vermittler zur Geisterwelt“ und den sich daraus ergebenden sozialen Verpflichtungen lässt sich eine entsprechende Verbreitungskarte des Schamanismus erstellen.
Der „klassische“ Raum umfasst nach Müllers Auffassung nicht nur Sibirien, sondern auch das heutige Kasachstan sowie verstreute lokalen Gemeinschaften in Südostasien einschließlich der indonesischen Inselwelt. Bisweilen nennt er auch den Schamanismus der Eskimovölker Nordamerikas in diesem Zusammenhang. Es wird jedoch nicht deutlich, ob er sie tatsächlich zum klassischen Schamanismus rechnet oder nicht. Die Schamanismusformen der Aborigines und der Indianervölker haben sich nach Müller frühzeitig von den klassischen Elementarformen abgespalten und isoliert weiter entwickelt. Demgegenüber handelt es sich für Witzel beim sibirischen Schamanismus um eine relativ „junge“ Abspaltung (immerhin mindestens 20.000 Jahre alt) von einem weiter verbreiteten Paläoschamanismus.
Müller hält es für wahrscheinlich, dass sich der ursprüngliche („elementare“) Schamanismus der Jäger und Sammler in den subpolaren Regionen Asiens und Nordamerikas bis in die Neuzeit weitgehend unverändert erhalten hat, weil die Umwelt- und Lebensbedingungen dort nahezu gleich geblieben sind. Überdies stellt er fest, dass er bis heute vor allem bei Ethnien zu finden ist, die eine enge Beziehung zur Tierwelt haben (Wildbeuter- und Hirtenkulturen sowie die Garten- und Wanderfeldbauern Amazoniens, deren Lebensweise eine starke „jägerische“ Komponente aufweist). In reinen Pflanzerkulturen oder bei Agropastoralisten spielt der Schamanismus seit jeher nur eine marginale Rolle.
Klaus E. Müller leitet daher seine Schamanismusformen vor allem von ihren sozioökonomischen Grundlagen ab und entwickelte daraus ein dreigeteiltes Klassifizierungsmodell (dessen folgende Beschreibungen in der Vergangenheitsform geschrieben sind, da sie heute nur noch punktuell auf einige wenige isolierte Völker zutreffen):

#### Elementarschamanismus

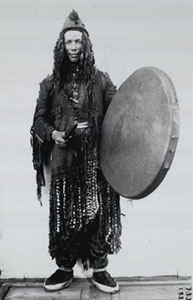
Schamane der Jukagiren (Nordost-Sibirien, 1902)

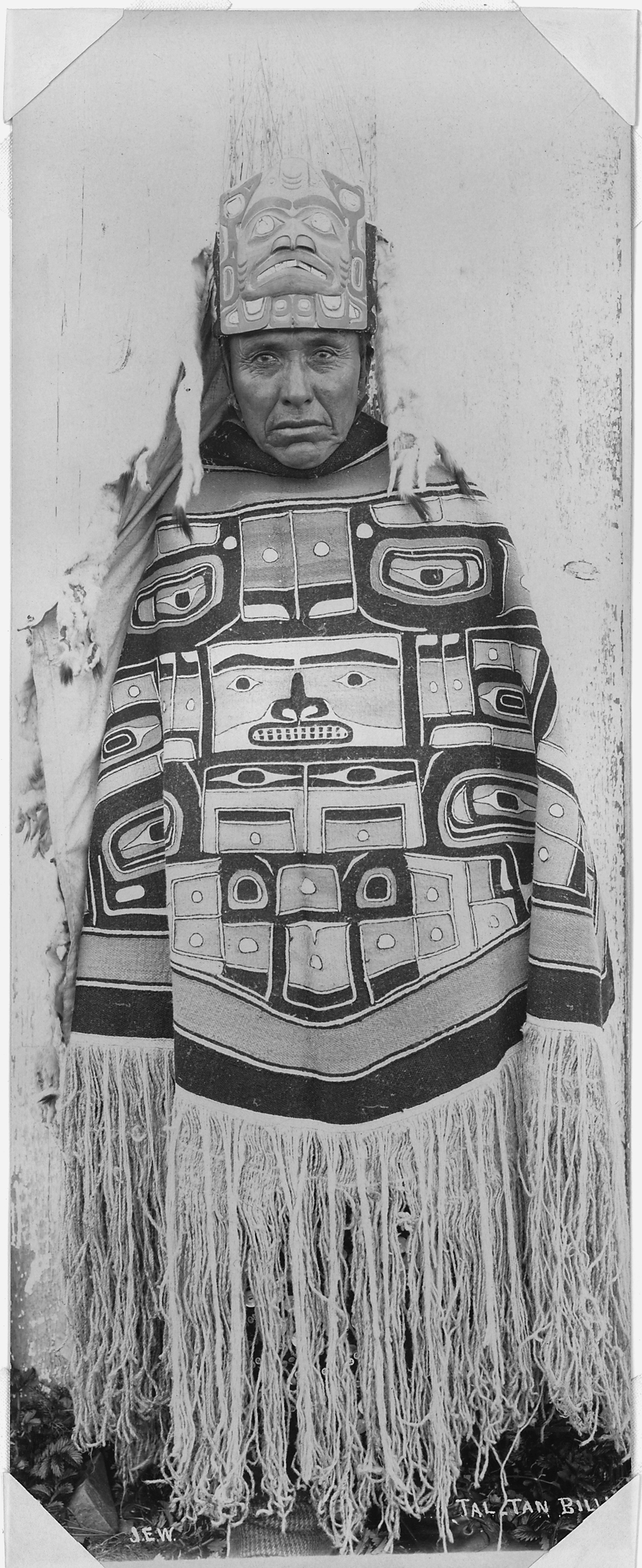
Schamane der Nordwestküsten-Indianer

Farbschema: 
- Entstehung:

Der (primäre) Elementarschamanismus war typisch für reine Jägerkulturen oder für Ethnien, bei denen die Jagd kulturell eine herausragende Rolle spielte.
- Charakteristika:

Die soziale Basis gründet sich auf egalitäre Lokalgemeinschaften oder Verwandtschaftsgruppen (Lineages, Sippen). Die ethnischen Religionen waren in der Regel animistisch. Der Schamane war vorwiegend männlich. Er glaube, von Tiergeistern berufen zu sein und war vor allem für den Jagderfolg oder die Einhaltung der „Jagdethik“ zuständig, wirkte aber auch als Heiler und überwachte den Fortpflanzungserfolg der Gruppe. Das Ritual war wenig ausgeprägt und Kostüme oder spezielle Hilfsmittel kamen kaum oder nur sporadisch und in einfacher Form vor.
- Verbreitung

1. Klassisch asiatischer Kulturraum 
- Eindeutige Form:

Ursprüngliche nomadische bis sesshafte Jäger-, Fischer u. Sammler Nord- und Ostsibiriens; seit der Russifizierung oftmals Rentierhüter wie die anderen sibirischen Völker. Varianten aus der historischen Differenzierung:
 paläo-sibirische (primäre) Wildbeuter (Tschuktschen, Jukagiren, Korjaken, Itelmenen)
 Sibirische (sekundäre) Wildbeuter (Nganasanen, Dolganen, Keten)
 Im Nordosten Indiens bei wenigen Gruppen (abgeschwächt) vor allem im zentralen Bereich (z. B. Birhor), zerstreute Jäger- und Sammler Südostasiens (Derung, Yao, Akha, Mani, Orang-Asli-Völker, Sentinelesen, Shompen, Mentawai, Kubu, Penan, Batak, Aeta)
2. Amerika und Australien 
- Eindeutige (klassische?) Form:

 Nomadische bis sesshafte Jäger u. Sammler der Arktis Nordamerikas (Eskimos und Aleuten)
- Eindeutige Form:

 Nomadische bis halbsesshafte Jäger u. Sammler der Subarktis (Athabasken, Algonkin) und sesshafte Fischer der Nordwestküste
- Eingeschränkte Form:

 Nomadische bis sesshafte Jäger u. Sammler (z. T. Feldbauern) des „Wilden Westens“ (Prärie-Indianer und Indianer der Kulturareale Plateau, Großes Becken und Kalifornien)
 Nomadische Jäger u. Sammler Südamerikas der südamerikanischen Kulturareale Llanos, Paraná und Feuerland
- Variable Form, nicht durchgängig:

 Nomadische Jäger u. Sammler der Aborigines, nicht durchgängig (vor allem im Western Desert sowie in Nordaustralien)

#### Komplexschamanismus

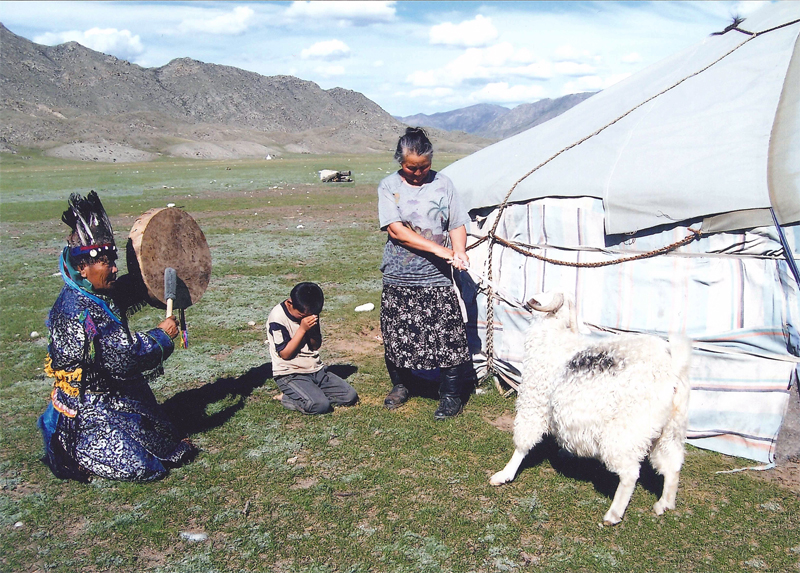
Schamanisches Ritual in der sibirischen Steppe

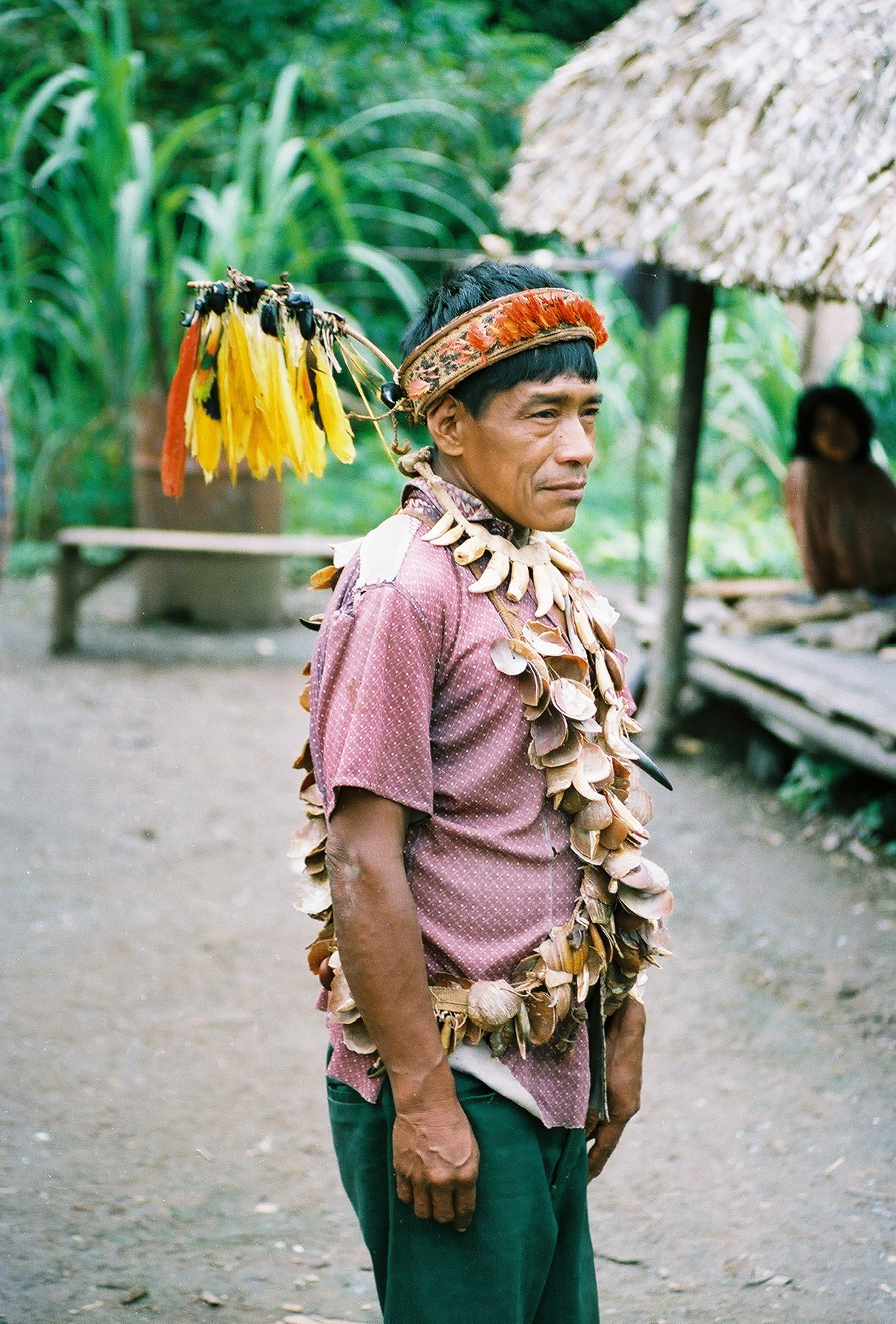
Schamane der Urarina aus Peru

Farbschema: 
- Entstehung:

Der sekundäre Komplexschamanismus ist bei Hirtenvölkern und Feldbauern mit bedeutendem Wildbeuter-Anteil in Asien sowie in Amerika vermutlich durch mannigfaltige Einflüsse von benachbarten Agrargesellschaften und durch Berührungen mit anderen Religionen entstanden – nach Witzel durch Substitution der Tiergottheiten durch Pflanzen- und Vegetationsgötter (z. B. Maisgötter wie Cinteotl.)
- Charakteristika:

Die soziale Basis bilden Verwandtschaftsverbände, Stammesgesellschaften oder autonome Dorfgemeinschaften. Die animistischen Religionen waren komplexer (beispielsweise mit Ahnenkult, Opferwesen und einer komplizierten Kosmologie). Die Berufung der Schamanen wurde auf Ahnengeister oder die Totenseelen früherer Schamanen (letzteres vor allem bei Tungusen und Gruppen im Altai-Gebirge) zurückgeführt, oder der Schamanenstatus wurde vom Vater auf den Sohn oder von der Mutter auf die Tochter vererbt. Es gab vorwiegend männliche Schamanen, obwohl auch vermehrt Schamaninnen auftraten. Die Funktionen und Techniken der Schamanen entsprachen zum einen dem Elementarschamanismus, darüber hinaus gab es jedoch auch priesterliche, kommunale und häuslich-familiäre Funktionen (etwa bei Geburten, Namensgebung, Bestattungen, Initiationen). Riten, Trachten mit umfangreichen Accessoires (etwa aus Metall) und Utensilien waren oft komplex und von großer Bedeutung. Zum Erreichen der Trance wurden häufig auch entheogene Drogen eingesetzt.
- Verbreitung:

1. Klassisch asiatischer Kulturraum 
- Hirtennomaden. Varianten aus der historischen Differenzierung:

 Westsibirische Rentierhüter (z. B. Samen, Nenzen, Chanten, Mansen)
 Zentralsibirische Rentierhüter (Tungusische Völker)
 Altaiische Rentier- und Pferdezüchter (z. B. Kasachen, Tuwiner, Jakuten)
 Mandschurische Fischer (z. B. Tungusische Völker der Mandschurei, Niwchen, Ainu)
- Tropisch/subtropische Pflanzergesellschaften, nicht durchgängig, vereinzelt

 Lokale Minderheiten Hinterindiens (u. a. Naga, Aimol, Moken, Jakun, Senoi) und Indonesiens (u. a. Dusun, Halmahera)
2. Amerika 
- Differenzierte Formen, z. T. nicht durchgängig:

 Nordamerikas Nordosten, (z. B. Shawnee, Irokesen, Sauk, Powhatan)
 Mexiko (z. B. Tarahumara, Huichol)
 Meso- und Südamerika (alle Pflanzergesellschaften außerhalb der Hochanden)

#### Besessenheitsschamanismus

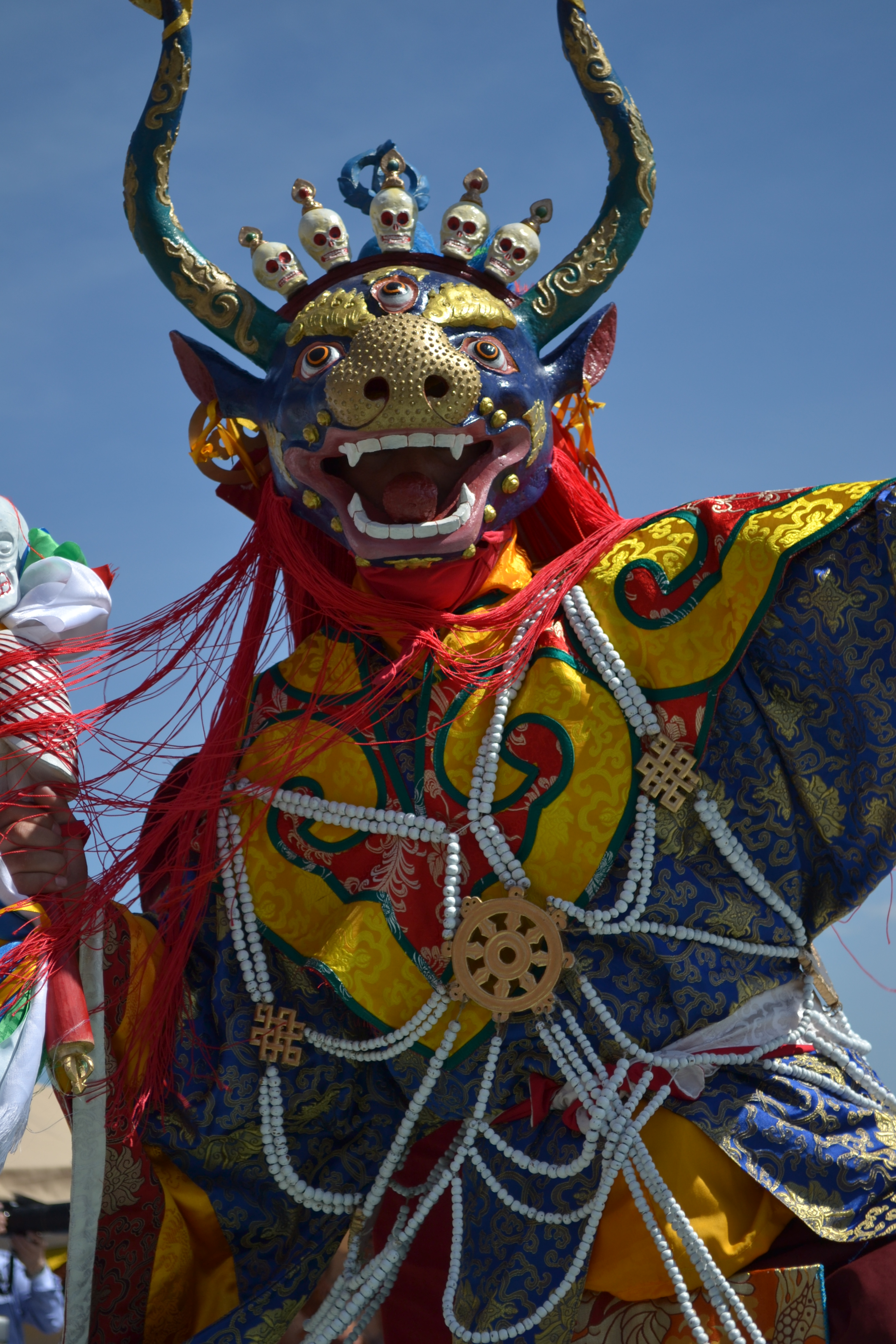
Tantrischer Buddhismus und Schamanismus sind bei den mongolischen Völkern miteinander verschmolzen

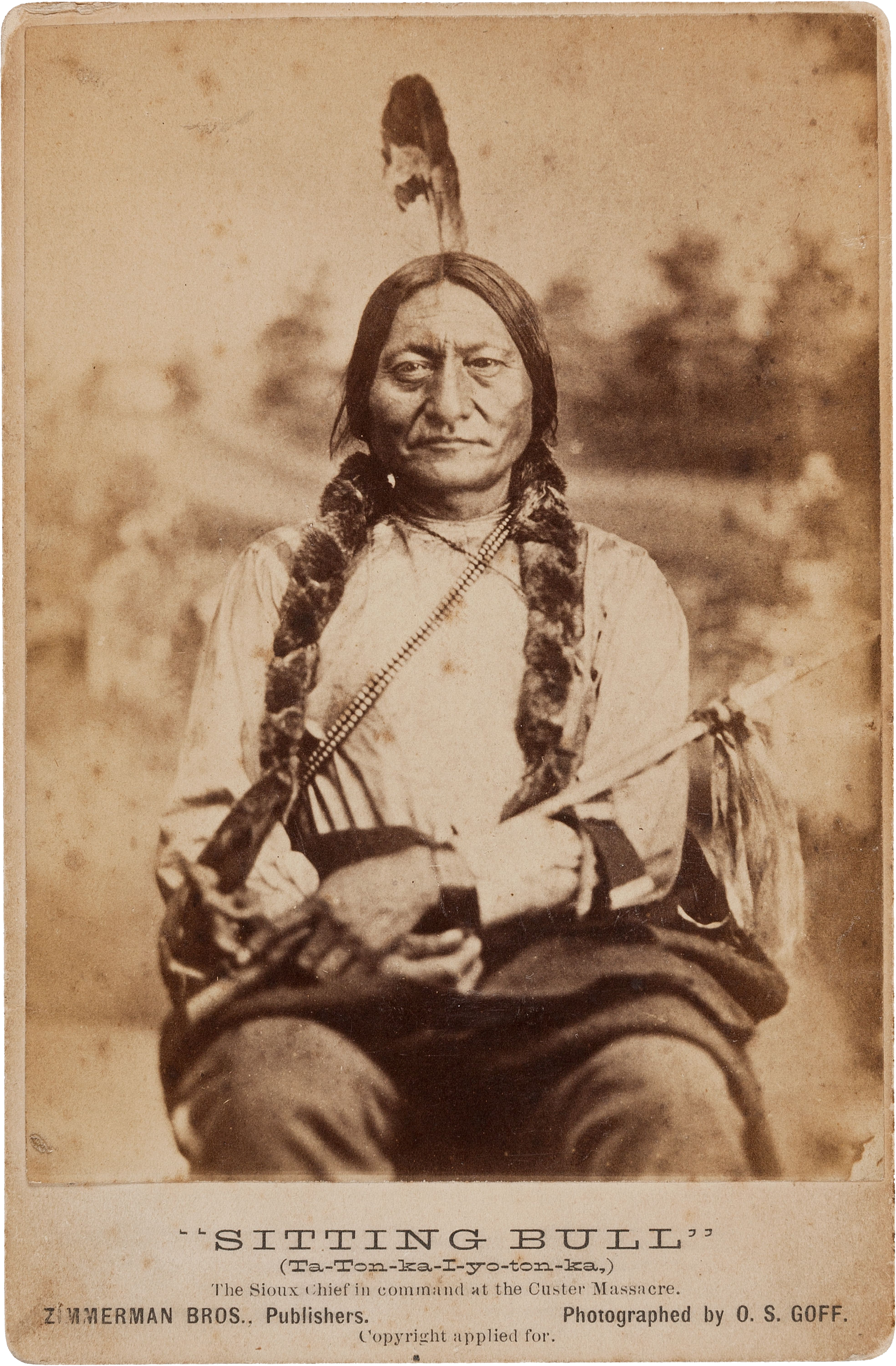
Lakota-Medizinmann Sitting Bull: Komplexschamanismus wie in Asien?

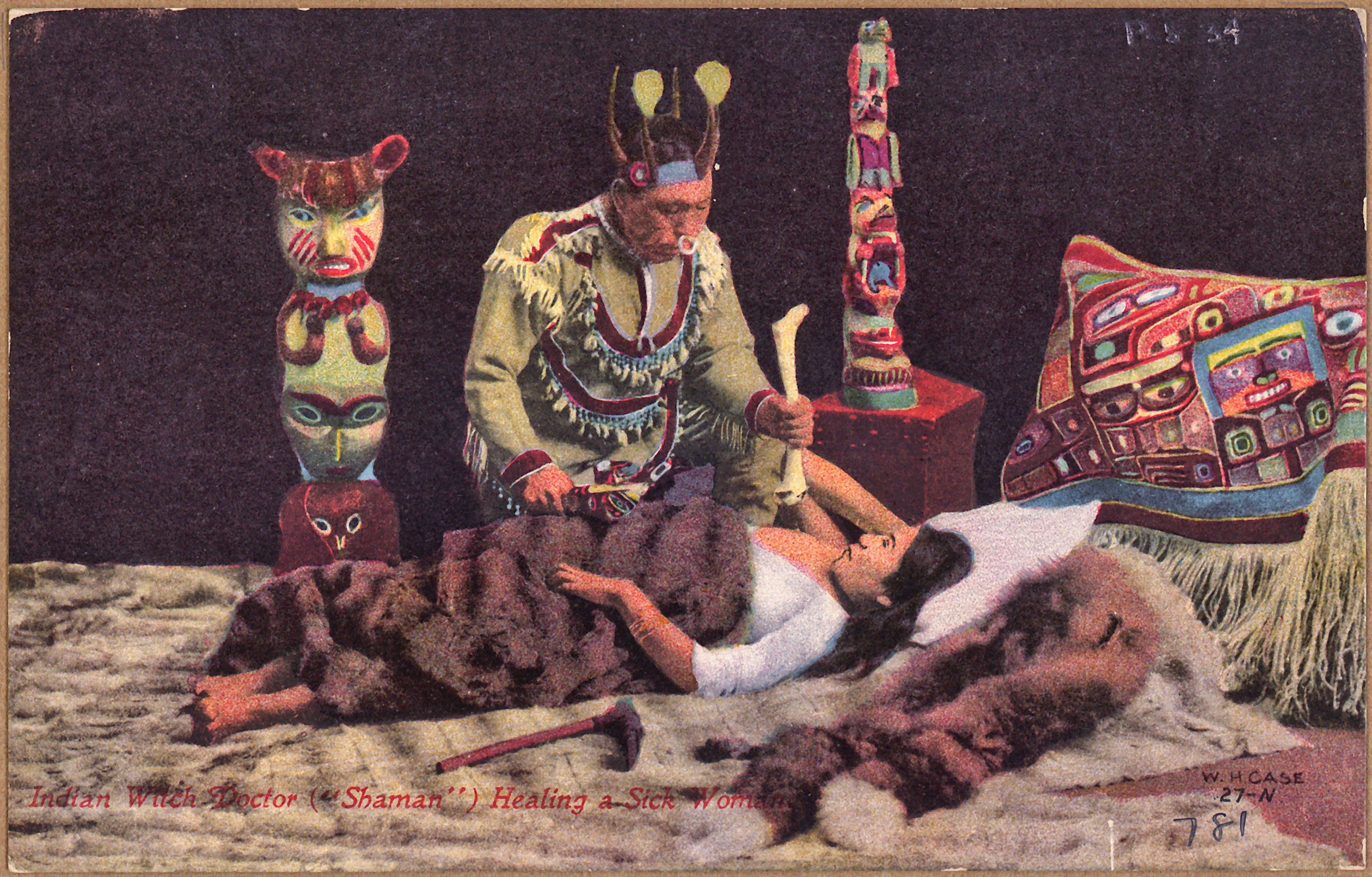
Schamane aus Alaska bei einer Heilungszeremonie

Farbschema: 
- Entstehung:

Der hochkulturlich-synkretistisch überprägte Besessenheitsschamanismus ist auf Einflüsse der archaischen Hochkulturen, der asiatischen Hochreligionen (insbesondere des Buddhismus) und auf die Verschmelzung mit Besessenheitskulten zurückzuführen.
- Charakteristika:

Die übliche soziale Basis war die bäuerliche Dorfgemeinschaft. Die religiöse Ausrichtung bestand aus einer offiziellen Richtung – wie Islam, Lamaismus, Vajrayana-Buddhismus, Hinduismus, Shintoismus etc. – und einem synkretistischen Volksglauben, die Elemente der Hochreligionen und der altüberlieferten Glaubensvorstellungen miteinander verschmolz. Frauen, die sich dazu berufen fühlten, waren hier häufiger Schamanen als Männer. Sie fühlten sich lebenslang an eine Geistmacht oder Gottheit gebunden, der regelmäßig in kleinen, eigens dafür eingerichteten Tempeln geopfert und gehuldigt wurde. Die Aufgaben der Schamanin entsprachen denjenigen des Komplexschamanismus und richteten sich vor allem auf medizinische Dienste sowie Beratung und Wahrsagerei. Im Unterschied zu den anderen Schamanismusformen fand keine „Jenseitsreise“ mittels einer rituellen Ekstase statt, sondern die Schamanin hatte während der Trance den Eindruck, ihr persönlicher Partnergeist würde von ihr Besitz ergreifen; in sie „einfahren“ und höchstselbst heilen, prophezeien usw. Im Unterschied zu anderen – nach Müller nicht-schamanistischen – Besessenheitskulten anderer Kulturen (beispielsweise Afrikas oder Neuguineas) erfolgte das Eintreten des Geistes auf Einladung der Schamanin und nicht „überfallartig“ oder gegen den Willen des Betroffenen.
Im islamischen Kontaktraum ist der Einfluss der alten Religionen heute deutlich geringer erkennbar als im buddhistischen Kontaktraum.
- Verbreitung

- Asiatischer Kulturraum 

Vor allem bei sesshaften bäuerlichen Dorfgesellschaften
 Islamischer Einflussbereich (z. B. Usbeken, Tadschiken, Kirgisen, Uiguren)
 Lamaistischer Einflussbereich (z. B. Burjaten, Mongolen, Yugur, Tibeter, Changpa, teilw. Nepalesen)
 Buddhistisch-daoistischer Einflussbereich (z. B. Mehrheitsbevölkerungen Japans, Koreas, Taiwans, Hinterindiens)

#### Kritik
Obwohl Müller verschiedene kulturelle Aspekte in seine Betrachtungsweise einbezieht und sein „Drei-Typen-Modell“ durchaus Differenzierungen vornimmt, führt auch seine „Normierung“ aufgrund des globalen Maßstabes teilweise zu fraglichen Ergebnissen. So stellt beispielsweise René Tecklenburg fest, dass das Schamanentum der Lakota-Indianer nicht einfach dem Elementarschamanismus zuzuordnen sei, da es auch eindeutige Merkmale des bäuerlichen Typs aufweist (enge Bindung an den Schutzgeist, zahlreiche Kultgegenstände, komplexe Zeremonien und Rituale, Opfer usw.).

### Ganzheitliche Heilkunde
Moderne Thesen legen oftmals den Schwerpunkt reduktionistisch auf einen bestimmten Teilbereich des Schamanismus: etwa auf die psychologischen oder neurobiologischen Aspekte oder auf die Heilkunde, wobei allerdings der kulturelle Hintergrund ausgeblendet wird.
Häufig wird Schamanismus heute nur als besondere Form traditioneller Heilmethoden verstanden. Ronald Hitzler, Peter Gross und Anne Honer etwa bezeichnen ihn als „eine komplexe, integrative Sozialkunst, die die Kompetenz zum Heilen, im medizinischen Sinne, einbettet in die Sorge um und in den Dienst am existenziellen ‚Heil‘ des Mitmenschen überhaupt.“ Sie attestieren den schamanischen Heilritualen damit eine Ganzheitlichkeit, die in der modernen Medizin nicht mehr vorhanden sei. Statt unpersönlicher „Reparaturdienstleistungen am Behandlungsobjekt“ von Ärzten, die nicht mehr viel von Gesundheit, aber dafür umso mehr von Krankheit verstehen würden, zeichne sich der Schamanismus durch Empathie, wechselseitige Kommunikation und mitmenschliche Fürsorge aus, die über das Wohl des Patienten hinaus sogar das Wohl und Wehe der gesamten Gemeinschaft im Sinn habe. Für Hitzler, Gross und Honer ist Schamanismus darüber hinaus „eine Art und Weise der universalhistorischen Bemühungen des Menschen, durch Wissen die Beherrschung der dem Alltagsverstand unergründlich scheinenden Mächte in seinem Inneren zu erlangen.“

## Generelle Kritik; umstrittene und spekulative Thesen
(Siehe auch: Sackgassen der ethnologischen Religionsforschung)

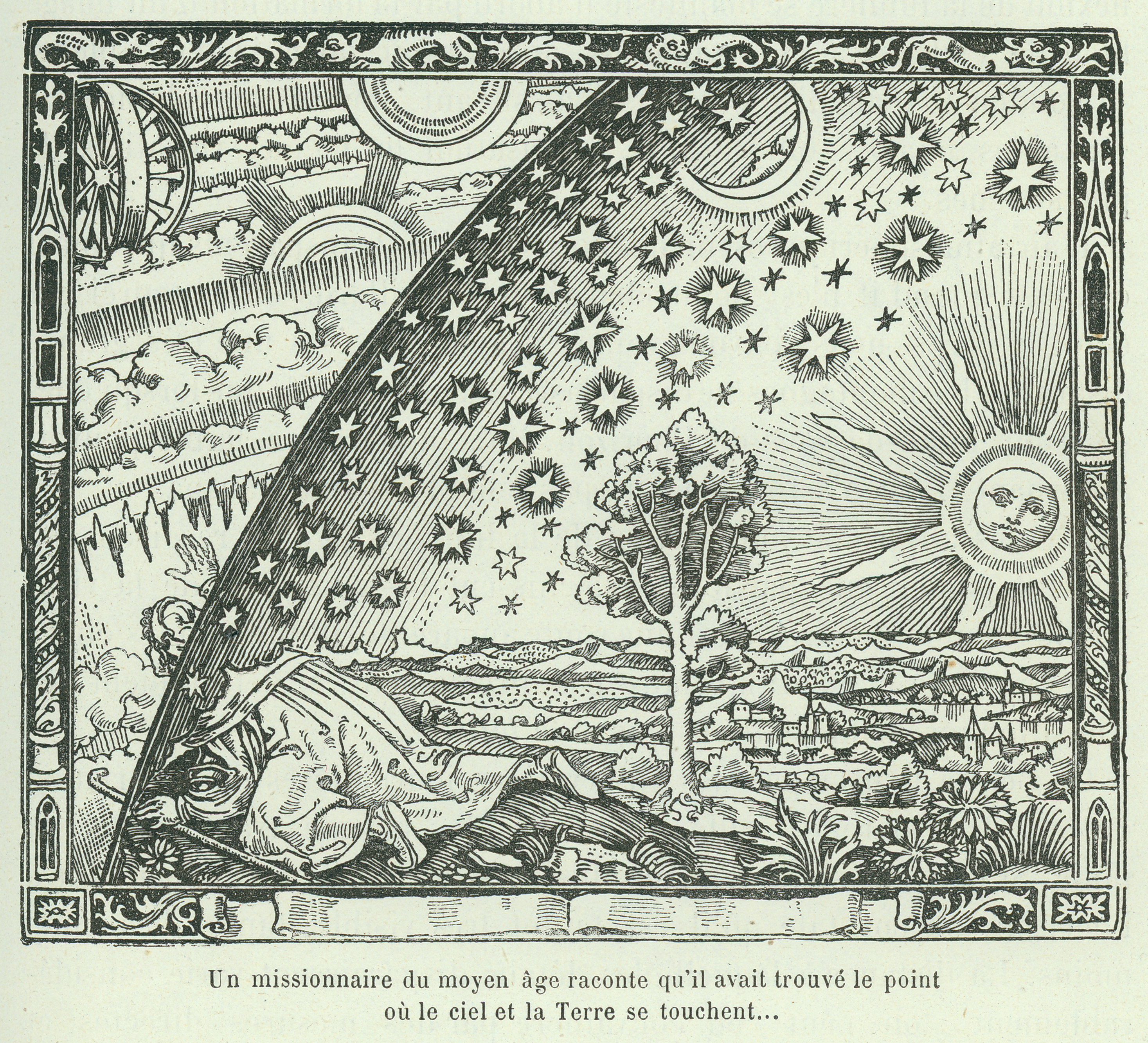
Die Trennung in eine natürliche und eine übernatürliche Welt entspringt dem christlichen Denken und lässt sich nicht einfach auf andere Weltanschauungen übertragen

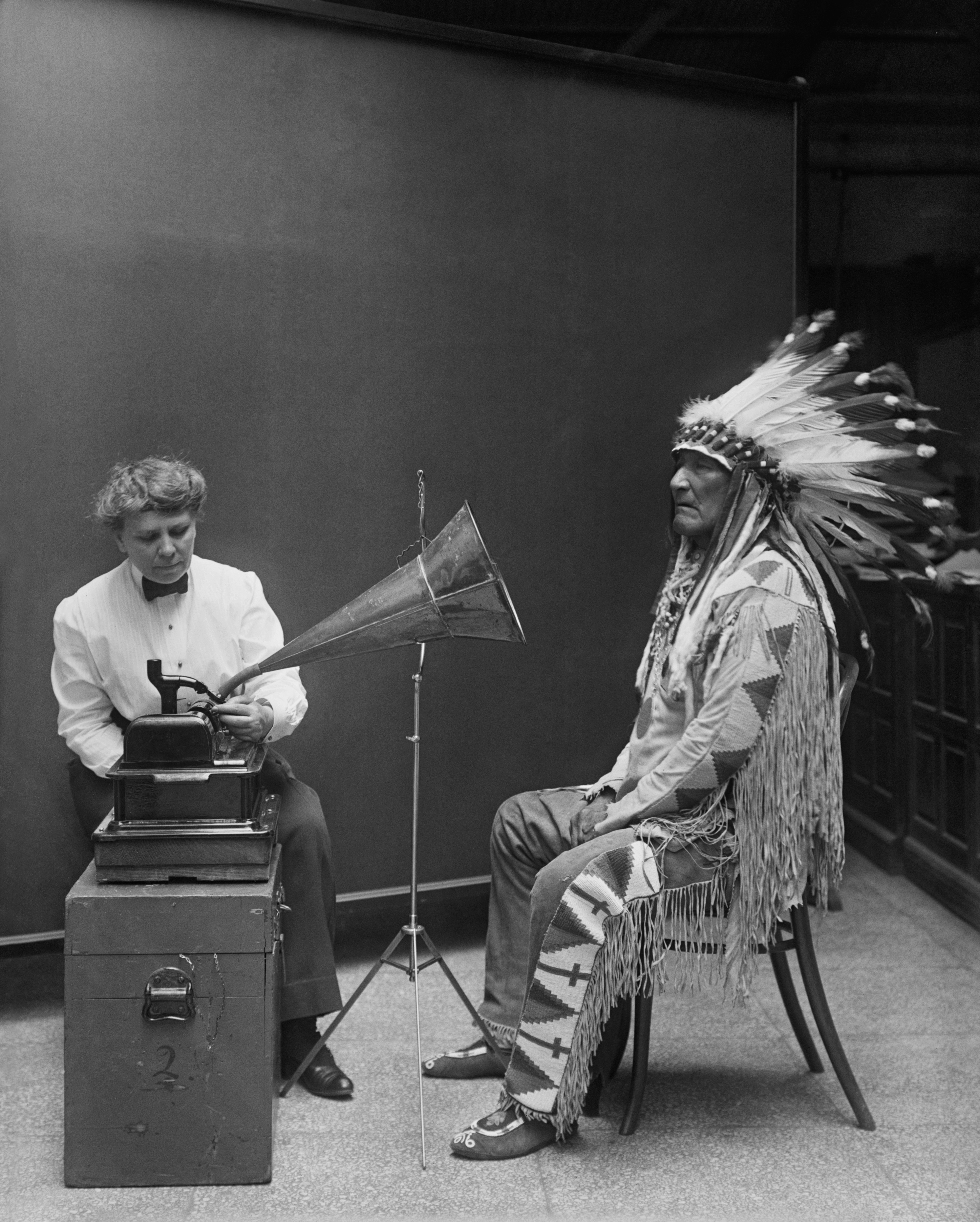
Das Wissen der „Naturvölker“ wurde mündlich überliefert und ist stark von den vermittelnden Personen abhängig

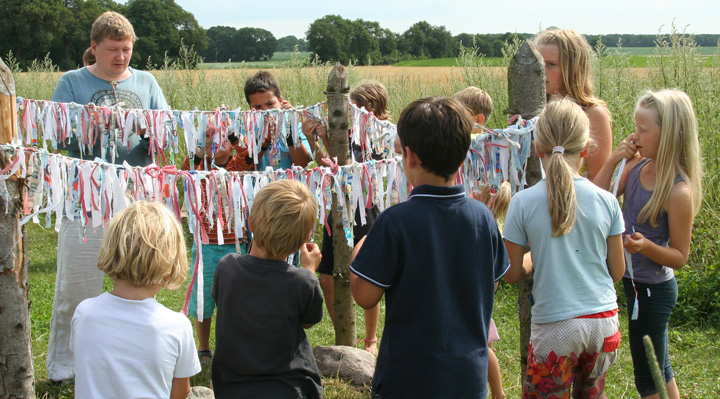
Neoschamanen (hier Ahamkara) organisieren auch Rituale und Programme für Kinder

„Was in diesen Schriften [Eliades, Harners u. a.] als Schamane oder als schamanische Veranstaltung bezeichnet wird, hat kaum mehr als das Wort mit dem gemeinsam, was in Sibirien bei den Tschuktchen, Tungusen und Buriaten unter Schamanismus zu fassen ist.“

Eine grundsätzliche Kritik an allen Schamanismus-Konzepten ergibt sich aus der Tatsache, dass alle wissenschaftlichen Ansätze aus einer eurozentrischen Perspektive verfasst wurden und nicht direkt dem magisch-mythischen Denken traditioneller Indigener entsprechen: So lässt sich weder die westliche Grundannahme einer Trennung in eine natürlich-materielle und eine übernatürlich-transzendente Welt, noch in Natur und Kultur ohne Weiteres auf nicht-westliche Weltanschauungen übertragen.
Zudem werden vor allem jene Thesen kritisiert, die uralte, gewachsene Überlieferungen aus ihrem kulturellen und historischen Zusammenhang gerissen und daraus eine „neue Wahrheit“ konstruiert haben, die eher den Charakter einer Ideologie denn einer modellhaften These aufweisen. Bereits der Wortbestandteil „-ismus“ suggeriert eine scheinbar eigenständige, systematische Religion: Faktisch handelt es sich jedoch „um einen Komplex verschiedener religiöser Vorstellungen und ritueller Handlungen, die mit der Person des Schamanen verbunden sind.“ und die von westlichen Autoren selektiert, interpretiert und neu arrangiert wurden. Eines der Hauptprobleme des Kulturvergleichs schamanischer Phänomene liegt in der mündlichen Überlieferung des Wissens durch Einzelne und völlig fehlender Doktrine; diese „Macht der Schamanen“ führt zu einer enorm wandelbaren Vielfalt, die jegliche wissenschaftliche Herangehensweise konterkarieren muss. Wenn es die Entwicklung der Gemeinschaft und die Beibehaltung der schamanischen Macht erfordert, dann werden einfach neue Elemente – etwa biomedizinische Kenntnisse, christliche Vorstellungen oder „neue Geister“ – integriert, und das seit Jahrhunderten.
Je stärker ein Autor verallgemeinert und abstrahiert, je mehr er sich auf Indizien und unbeweisbare Annahmen stützt oder je unkonventioneller seine Herangehensweise ist, desto umfangreicher wird die Kritik sein, die seine Thesen hervorrufen. Bei den Schamanismus-Thesen gibt es einige, auf die diese Aussagen zutreffen. Bereits die umfangreichen ethnographischen Aufzeichnungen russischer Forscher des 19. Jahrhunderts liefern Beispiele dafür: So war beispielsweise der Ethnograph Shoqan Walikhanov so fasziniert von der Idee eines kulturübergreifenden sibirischen Schamanentums, dass er die (Opfer)priester der islamischen Kasachen (Baqsi) und Kirgisen (Baxši) mit den sibirischen Schamanen gleichsetzte. Dass es in den beiden Kulturen eine Reihe weiterer Zauberer und Heiler gab und die Bagsi/Baxši bei näherer Betrachtung doch sehr abweichend beschrieben werden müssen, erkannte Walikhanov nicht (oder ignorierte es). Gerade bei den vereinheitlichenden völkerkundlichen Theorien des 19. Jahrhunderts, die heute nicht oder nicht mehr in ihrer ursprünglichen „Tragweite“ verwendet werden (wie auch Animismus, Fetischismus, Totemismus, Naturvölker, Rassenkunde u. a.), war solch „wissenschaftliches Wunschdenken“ weit verbreitet.
Es gibt auch genügend Beispiele aus jüngerer Zeit, bei denen Wissenschaftler Fiktion und Realität vorsätzlich vermischt oder verschleiert haben, um ihr Konzept populär zu untermauern (→ Spirituelle Schamanismus-Konzepte: Entstehung, Popularität und Kritik). Vor diesem Hintergrund ist folglich auch der (unwissenschaftliche) Neoschamanismus zu sehen, dessen Autoren sich bei vielen Schamanismus-Konzepten willkürlich und gutgläubig bedienen, häufig unkritisch Teile von dieser und jener These vermischen und auf diese Weise fiktive Gedankengebäude schaffen, die vorher schon nicht „auf festen Fundamenten standen“.

### Umstrittene Thesen
Die Ansätze, die über den wissenschaftlich belegten geographischen und historischen Verbreitungsraum des nord- und zentralasiatischen Schamanentums hinausgehen, werden nicht selten kritisiert.

#### Prähistorischer Schamanismus

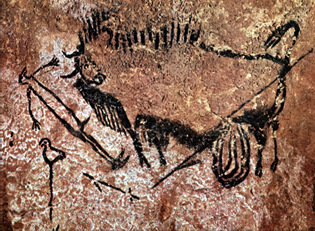
Diese berühmte Darstellung in der Höhle von Lascaux diente als Ausgangspunkt für die Interpretation „Schamanismus im Paläolithikum“. Auch die prähistorische Auslegung wird vielfach als spekulativ angesehen.

In der englischsprachigen Literatur wird bisweilen der Ausdruck prehistoric shamanism verwendet, um jene Thesen zu bezeichnen, die aufgrund archäologischer Artefakte, die an rezente Phänomene schamanischer Praktiken erinnern, einen prähistorischen Schamanismus postulieren.
Wenngleich viele Fundstücke offensichtlich an schamanische Rituale erinnern – so der Vogel und der Vogelschnabel des Menschen auf der berühmten Höhlenmalerei von Lascaux und die Art der Tötung des Bison an seiner „Lebenslinie“ von Anus zum Penis –, sind prinzipiell auch andere Interpretationen möglich. Dass der Frühmensch religiöse Vorstellungen künstlerisch ausgedrückt hat, ist unbestritten, worum es sich dabei jedoch jeweils genau handelt, wird aufgrund der fragmentarischen Fundlage und fehlender Kontext-Informationen immer rätselhaft bleiben. Selbst die jüngsten, viel beachteten und gewürdigten Schlussfolgerungen des südafrikanischen Archäologen David Lewis-Williams und des französischen Archäologen Jean Clottes bleiben in vielerlei Hinsicht spekulativ und unbeweisbar.

#### Beziehung zum Sufismus
Wie zahlreiche, vor allem sowjetische oder russische Forscher im Sammelband „Shamanism and Islam“ aufzeigen, besteht ein Naheverhältnis zwischen dem zentralasiatisch/sibirischen Schamanismus und dem Sufismus. Dies kennzeichne sich durch Übernahme zahlreicher religiöser Praxen, wie dem Heilungsritual oder der meditativen Übung dhikr in den Sufismus. Auch der Geisterglauben an sich, in Form der Heiligen-Verehrung werde in seinen Grundzügen übernommen.

### Spekulative Thesen
Die Schamanismus-Konzepte, die kulturübergreifend bestimmte Phänomene selektieren und daraus weitreichende Modelle mit universellem Anspruch konstruieren, werden heute als zu spekulativ angesehen und daher – zumindest auf ihre Kernthesen bezogen – kaum noch anerkannt.

#### Schamanismus als archaische Ekstasetechnik

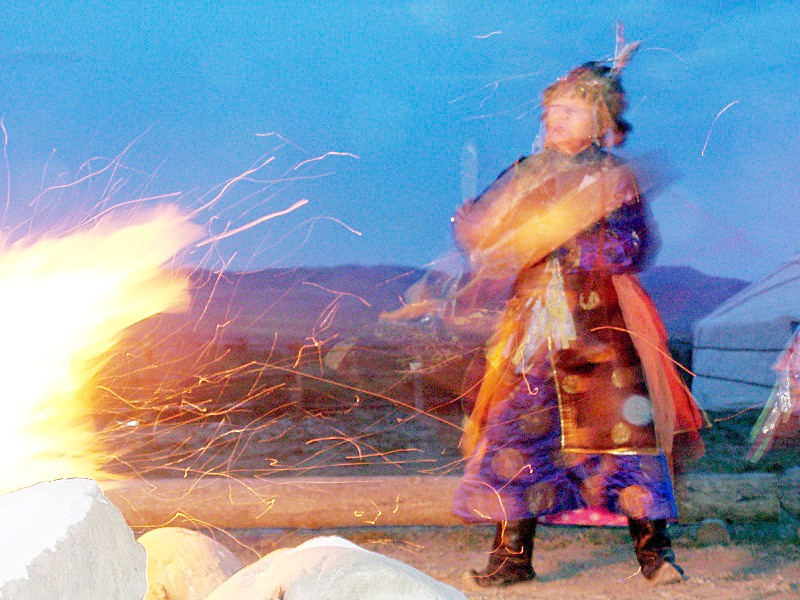
Eliade schuf den modernen Mythos von der weltweit verbreiteten ekstatischen Schamanentrance

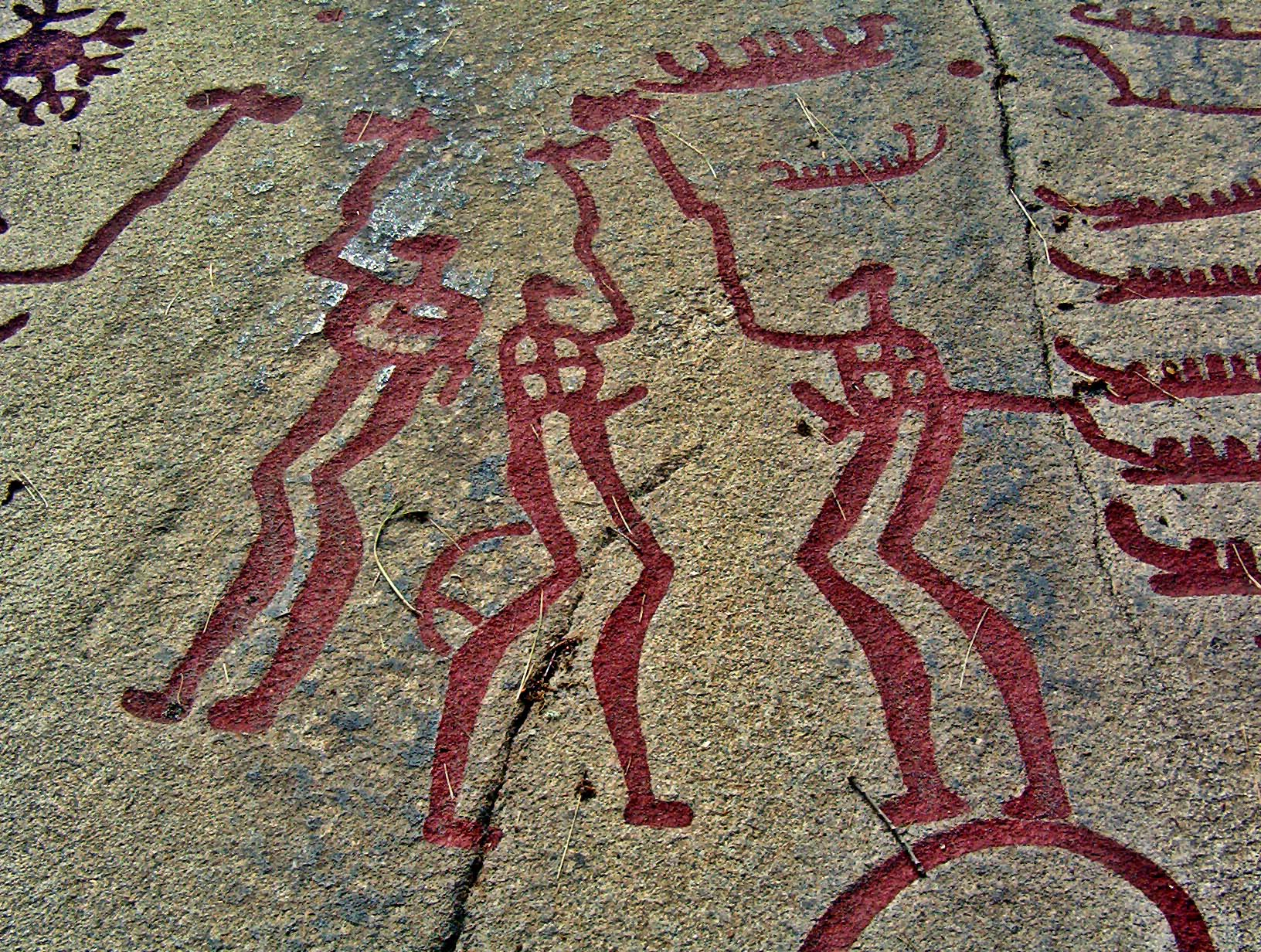
Nach Eliade stand der Urmensch noch permanent mit dem Göttlichen in Verbindung (bronzezeitliche Felsritzungen in Schweden)

„Il n’existe pas des zones géographiques privilégiées où la trance chamanique soit un phénomène spontané et organique: au rencontre des chamans un peu partout dans le monde …“

Dieses Zitat des rumänischen Religionswissenschaftlers Mircea Eliade gibt seinen zentralen Gedanken wieder: „Es gibt keinen bestimmten geographischen Raum (des Schamanismus), denn die schamanische Trance ist ein spontanes und organisches Phänomen, das man bei allen Schamanen auf der Welt antrifft.“
Aus seinen umfangreichen kulturvergleichenden Recherchen in russischen und finnischen Ethnographien schuf er einen Idealtypus des Schamanen. Er konzipierte den Schamanismus als das weltweit verbreitete Ur-Phänomen der menschlichen Religiosität und erhob die (passive) ekstatische Trance mit dem „Seelenflug in die Geisterwelt“ zum zentralen Merkmal aller schamanischen Phänomene. Darüber hinaus hielt er die klassisch-sibirische Kosmologie für eine Universalie, die in vielen Kulturen durch Fremdeinflüsse überdeckt sei. Eliade hob überdies deutlich hervor, dass für den Urmenschen sowie heutige „Naturvölker“ ein mystisch-sakraler Zustand kennzeichnend sei, der einen direkten Kontakt zum Göttlichen ermöglicht habe.
Mit seinem Werk Schamanismus und archaische Ekstasetechnik (Erstausgabe auf Französisch 1957) löste Eliade 1964 bei der Veröffentlichung in den USA in intellektuellen Kreisen Begeisterung für ein Thema aus, das bis dahin nur Religionswissenschaftler am Rande interessiert hatte. Dies lag nicht nur am Inhalt seiner Studien, sondern mindestens ebenso an der ungewöhnlichen Herangehensweise: Eliade führte die ethnologischen, philosophischen, religionswissenschaftlichen und psychologischen Perspektiven in einer Synthese aus empirischer Analyse und imaginativer Religionsphilosophie zusammen. Lange Zeit galt seine These als das Standardwerk zum Schamanismus. Es trug entscheidend zur Rehabilitation spiritueller Praktiker bei, die bis dato als Geisteskranke oder Scharlatane angesehen wurden.
Seit den 1990er Jahren wurde er in der Ethnologie jedoch mehr und mehr verpönt. Kunsthistoriker, Literaturwissenschaftler sowie neoschamanistische und populärwissenschaftliche Autoren berufen sich allerdings nach wie vor auf Eliade, obwohl die Kritikpunkte seine These weitgehend demontieren.

#### Kritik

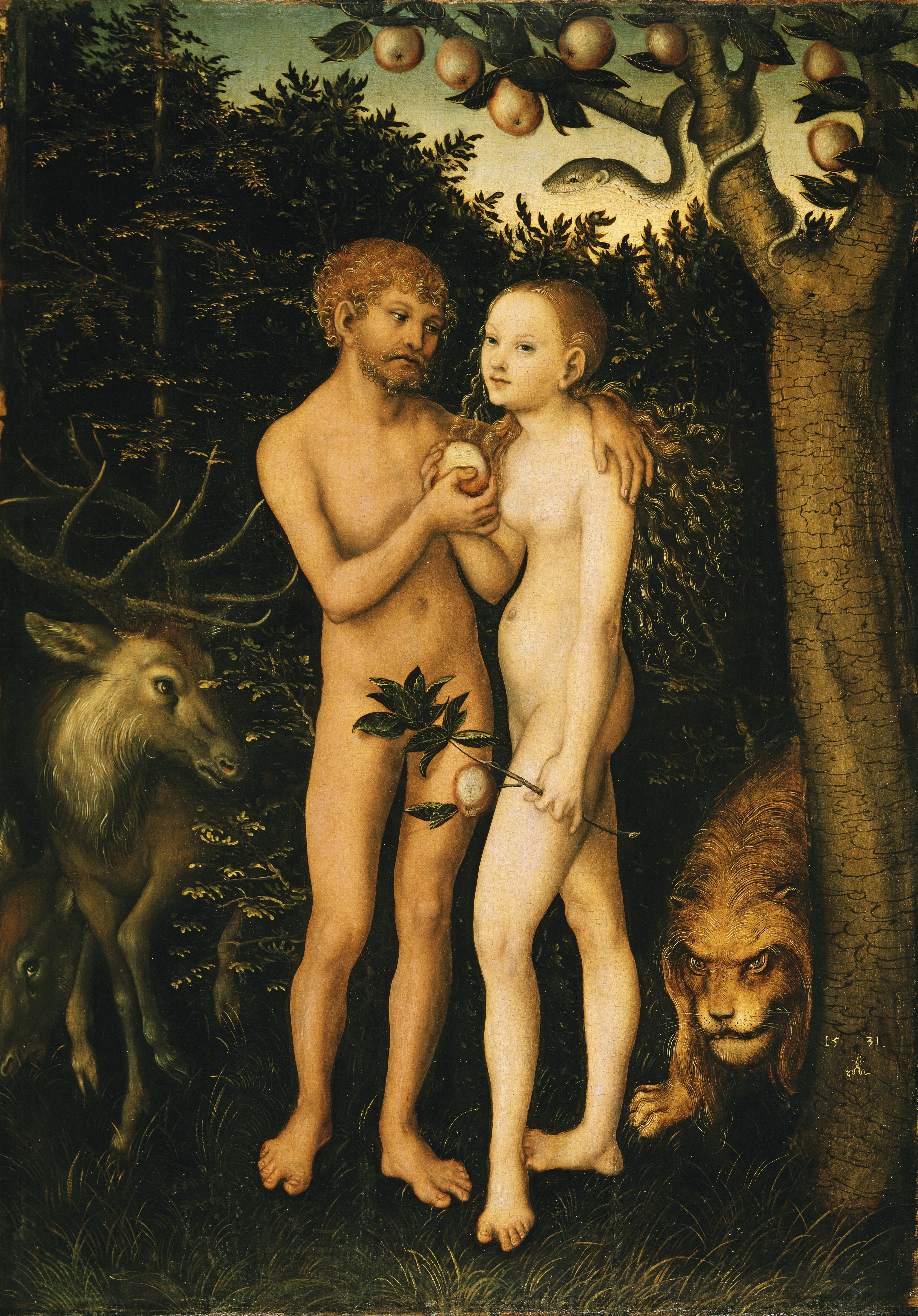
Kritiker erkennen christliche Motive (Paradiesischer Zustand, Sündenfall) und romantische Verklärung in Eliades Werk

Da sich Eliade vollkommen auf seinen ganzheitlich religionswissenschaftlichen Ansatz konzentrieren wollte, verzichtete er darauf, den historischen und politischen Kontext der Phänomene genauer zu betrachten. Stattdessen stellte er Vergleichskriterien auf, die man als „ergebnisgeleitet“ statt „ergebnisoffen“ bezeichnen kann. So entgingen ihm auch die bereits erwähnten Fehler in den alten ethnographischen Aufzeichnungen aus Russland. Auf der Suche nach dem tieferen Sinn vermischte er religiöse mit mythisch-literarischen Phänomenen und stellte das „kreative vor das empirische Moment“. Er ging davon aus, dass sich der „sakrale Charakter“ nicht mit Hilfe der reduktionistischen Methoden verschiedener Fachbereiche (Physiologie, Psychologie, Sprachwissenschaft, Kunst u. a.) offenbare, sondern nur in seiner „eigenen religiösen Modalität“. Seine These ist keine rein akademische, sondern eine metaphysische Deutung von Geschichte und Welt. Widersprüche und Abweichungen erklärte er durch „Dekadenz“ und „Kontamination“ durch andere Kulturen und Religionen.
Eliade idealisierte und romantisierte die „archaische Spiritualität“ und die „primitiven Kulturen“ in der eurozentrischen Tradition von Herder und Boas. Statt sich den tatsächlichen ethnischen Mentalitäten zu nähern, erkennen einige Autoren eher christliche Motive bei ihm: Der mystische Urzustand entspricht dem Paradies, der geschichtliche Zivilisationsprozess dem Sündenfall und die schamanische Seelenreise war nach Eliade angeblich ursprünglich eine „Himmelsreise“ in die Oberwelt.
Sein Ansatz hat bis in die 1990er Jahre zu scharfen Debatten um seine Methodik, aber demgegenüber auch um den Reduktionismus in den Religionswissenschaften geführt. Aus Sicht der Anthropologie wird Eliades Methode vor allem kritisiert, weil sie mehr in seiner Rolle eines schamanischen Propheten wurzele, denn in seriöser wissenschaftlicher Arbeit. Verschiedene Autoren bemängeln, dass er historische, anthropologische, soziologische und ökonomische Perspektiven schlichtweg ignoriert habe, so dass seine Darstellungen nicht verifizierbar seien. Darüber hinaus wird ihm angelastet, dass er über den reinen Erklärungsversuch hinausging und dem unwissenschaftlichen Neoschamanismus mit der Aussage „dass der mystische Urzustand mit Hilfe der schamanischen Ekstase quasi jederzeit von jedermann vergegenwärtigt werden könne“ eine Legitimation geliefert hat. Klaus E. Müller bezeichnete Eliades Thesen als „inhaltlich sehr spekulativ“.